# 坂井郡
- 令制国一覧 > 北陸道 > 越前国 > 坂井郡
- 日本 > 中部地方 > 福井県 > 坂井郡

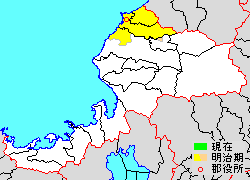
福井県坂井郡の位置（黄：明治期 薄黄：後に他郡に編入された区域）

坂井郡（さかいぐん）は、福井県（越前国）にあった郡。

## 郡域
1878年（明治11年）に行政区画として発足した当時の郡域は、下記の区域にあたる。
- あわら市
- 坂井市（春江町江留下を除く）
- 福井市の一部（九頭竜川・日野川以西かつ南楢原町、田ノ谷町、柿谷町、東平町、猫瀬町、足谷町、奥平町、中平町、高須町、北菅生町以北）
- 吉田郡永平寺町の一部（鳴鹿山鹿）

## 歴史

### 近世以降の沿革
- 「旧高旧領取調帳」に記載されている明治初年時点での支配は以下の通り。●は村内に寺社領が、○は村内に寺社除地[注釈 1]が存在。（3町328村18浦）

| 知行         | 知行                         | 村数           | 村名 |
| ------------ | ---------------------------- | -------------- | --- |
| 幕府領       | 幕府領（本保代官所）         | 4村            | 治郎丸村、北疋田村、笹岡村、清間村 |
| 幕府領       | 幕府領（福井藩預地）         | 81村           | 黒目村、横越村、舟寄村、千歩寺村、大牧村、取次村、辻村、山室村、蔵垣内村、折戸村、安沢村、菅野村、東田中村、中川村、上小森村、松木村、河間村、東村（現・坂井市坂井町東）、円納村、北楢原村、南楢原村、田ノ谷村、四十谷村、伊井村、河原井手村、長畑村、藤沢村、下野村、清永村、野中村、野中新村、油屋村、楽円村、玉之江村、島村、堀越村、小尉村、藤瀬村、宮領村、田島村、水居村、下小森村、谷畠村、下新庄村、轟木村、中庄村、玄女村、本堂村（現・坂井市）、針原村、上番村、姫王村、正善村、池見村、池上村、定広村、西野中村、河和田村、赤尾村、西方寺村（現・あわら市）、十楽村、清王村、東善寺村、里竹田村、井江葭村、牛山村、米納津村、加戸村、西谷村、布施田新村、田端村、角屋村、西今市村、竹松村、布目村、中山村、為寄村、宮前村、公文村、石畠村、定旨村、舟津村 |
| 幕府領       | 旗本領（本多氏）             | 4村            | 荒井村（現・坂井市）、寄永村、枯木高柳村、山崎三ヶ村 |
| 藩領         | 越前福井藩                   | 2町 148村 15浦 | 波寄村、清滝村、仙村、島山梨子村、布施田村、木部新保村、●北潟浦、河内村、足谷村、奥平村、中平村、清水平村、佐野村、大谷村、三宅村、黒丸村、中野村（現・福井市）、池尻村、水切村、上野村、砂子坂村、灯豊村、荒谷村、大年村、中村、川尻村、下番村、玉木村、権世村、番田村、番堂野村、城村、城新田村、荒井村（現・福井市）、柿谷村、木米村、一王寺村、中河内村、東平村、猫瀬村、田中中村、十楽村、泥原新保浦、西村、本堂村（現・坂井市）、御所垣内村、鎌谷村、熊坂村、熊堂村、椚村、東太郎丸村、随応寺村、宮谷村、中筋村、矢地村、中野村（現・坂井市）、高須村、西畑村、二ツ屋村（現・坂井市）、大窪村、免鳥村、浜住村、和布浦、蓑浦、松蔭浦、糸崎浦、長橋浦、北菅生浦、北村、●長崎村、羽崎村、剣大谷村、小野村、内山梨子村、岸水村、●安島浦、崎浦、高塚村、蛸村、蛸渡村、今井村、中番村、北金津町、金津新町、南金津村、徳分田村、天菅生村、後山村、楽間村、二ツ屋村（現・福井市）、金元村、前谷村、上安田村、高江村、大針村、南疋田村、米ヶ脇浦、宿浦、川上村、上竹田村、山竹田村、今市村、江上村、江留上村、宇根村、江留中村、東長田村、青野木村、沖野々村、山岸村、上関村、浄土寺村、菖蒲谷村、串野村、木下村、田ノ頭村、領家村、浜島村、石新保村、浜別所村、深坂村、石橋村、市瀬村、両橋屋村、御簾尾村、白方村、北野村、浜坂浦、畝市野々村、樋山村、細呂木村、蓮浦村、坂口村、柿原村、新用村、馬場村、八幡村、指中村、橋屋村、横垣村、国影村、二面村、○西方寺村（現・坂井市）、上新庄村、藤鷲塚村、西太郎丸村、小幡村、御油田村、吉崎浦、権世市野々村、磯部福庄村、宇随村、下兵庫村、八丁村、安田新村、乗兼村、伏屋村、赤坂村、三本木村、磯部島村、大味村、三国浦、下安田村、砂子田村、磯部新保村 |
| 藩領         | 越前丸岡藩                   | 1町 80村 3浦   | 沢村、梶浦、油為頭村、西瓜屋村、丸岡町、石丸村、末政村、末広村、千田村、女形谷村、山久保村、長畝村、宇田村、堀水村、坪江村、瓜生村、下金屋村、牛ノ谷村、滝村、稲越村、池口村、桑原村、古屋石塚村、田島窪村、田屋村、篠岡村、与河村、中浜村、嵩村、里丸岡村、正蓮花村、沖布目村、境村、福島村、八ツ口村、吉政村、寄安村、一本田福所村、一本田中村、浜地浦、猪爪村、板倉村、友末村、上金屋村、今福村、寅国村、儀間村、牛ヶ島村、長崎高瀬村、鳴鹿山鹿村、長屋村、五本村、下久米田村、新間村、上久米田村、豊原高瀬村、曽々木村、筑後清水村、笹和田村、為国村、内田村、野中山王村、升田村、定重村、南横地村、端保村、西里丸岡村、坪ノ内村、高田村、為安村、四郎丸村、大森村、波松浦、平山村、若宮村、畑中村、上兵庫村、小黒村、高柳村、川崎村、山口村、吉谷村、東村（現・坂井市坂井町木部東）、滝谷村 |
| 藩領         | 三河西尾藩                   | 3村            | 金剛寺村、井向村、石塚村 |
| 藩領         | 福井藩・丸岡藩               | 2村            | 覚前村、北横地村 |
| 幕府領・藩領 | 幕府領（福井藩預地）・福井藩 | 2村            | 西長田村、重義村 |
| 幕府領・藩領 | 旗本領（荻原氏）・福井藩     | 1村            | 下関村 |
| 幕府領・藩領 | 旗本領（本多氏）・丸岡藩     | 2村            | 四ツ柳村、一本田村 |
| その他       | 寺社領                       | 1村            | 豊原村 |

- 明治3年12月22日（1871年2月11日） - 幕府領・旗本領が本保県の管轄となる。
- 明治4年
  - 7月14日（1871年8月29日） - 廃藩置県により、藩領が福井県（第1次）、丸岡県、西尾県の管轄となる。
  - 11月15日（1871年12月26日） - 第1次府県統合により、西尾県の管轄区域が額田県の管轄となる。
  - 11月20日（1871年12月31日） - 第1次府県統合により、全域が足羽県の管轄となる。
  - 三国浦・滝谷村の一部（御蔵町および他8町[注釈 19]）が合併して坂井港となる[注釈 20]。（4町328村17浦）
- 明治初年 - 東村（現・坂井市坂井町木部東）が改称して木部東村、金津新町が改称して新町となる。
- 明治5年 - 史料に宮郷村が現れる。（4町329村17浦）
- 明治6年（1873年）1月14日 - 敦賀県の管轄となる。
- 明治7年（1874年） - 坂井港の一部（御蔵町）が滝谷村に編入。残部は21町に再編[注釈 21]。
- 明治8年（1875年）
  - 8月21日 - 第2次府県統合により石川県の管轄となる。
  - 末広村が坪ノ内村に合併。（4町328村17浦）
- 明治10年（1877年） - このころ十楽村が改称して山十楽村となる。
- 明治11年（1878年）12月17日 - 郡区町村編制法の石川県での施行により、行政区画としての坂井郡が発足。郡役所を坂井港大門町に設置。
- 明治14年（1881年）2月7日 - 福井県（第2次）の管轄となる。
- 明治17年（1883年）（4町330村17浦）
  - 陣ヶ岡村が起立。
  - 吉田郡江留下村の所属郡が本郡に変更。
  - 2ヶ所ずつ存在した西方寺村、荒井村、中野村、二ツ屋村がそれぞれ改称して山西方寺村（現・あわら市）、木部西方寺村（現・坂井市）、東荒井村（現・坂井市）、西荒井村（現・福井市）、西中野村（現・福井市）、東中野村（現・坂井市）、西二ツ屋村（現・福井市）、東二ツ屋村（現・坂井市）となる。
  - 本堂村（現・あわら市）が改称して北本堂村となる。

### 町村制以降の沿革

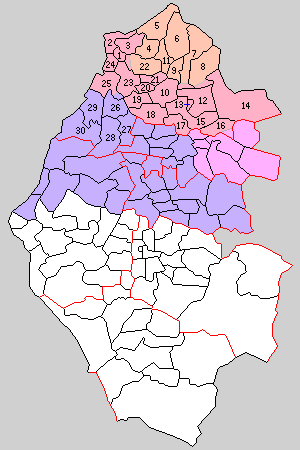
1.三国町 2.雄島村 3.加戸村 4.芦原村 5.吉崎村 6.細呂木村 7.坪江村 8.剣岳村 9.伊井村 10.東十郷村 11.金津町 12.長畝村 13.丸岡町 14.竹田村 15.高椋村 16.鳴鹿村 17.磯部村 18.春江村 19.大石村 20.兵庫村 21.大関村 22.本荘村 23.木部村 24.新保村 25.浜四郷村 26.鶉村 27.大安寺村 28.本郷村 29.棗村 30.鷹巣村（紫：福井市 橙：あわら市 赤：坂井市 桃：吉田郡永平寺町）

- 明治22年（1889年）4月1日 - 町村制の施行により、以下の町村が発足。郡役所の所在地が三国町となる。（3町27村）
  - 三国町 ← 坂井港、滝谷村（現・坂井市）
  - 雄島村 ← 宿浦、米ヶ脇浦、陣ヶ岡村、安島浦、崎浦、梶浦、浜地浦（現・坂井市）
  - 加戸村 ← 嵩村、平山村、西谷村、覚前村、水居村、加戸村、池上村（現・坂井市）
  - 芦原村 ← 二面村、舟津村、布目村、十楽村、田中中村、番田村、重義村、国影村、井江葭村、横垣村、牛山村（現・あわら市）
  - 吉崎村 ← 城新田村、城村、波松浦、番堂野村、赤尾村、吉崎浦、北潟浦、浜坂浦（現・あわら市）
  - 細呂木村 ← 蓮浦村、細呂木村、橋屋村、樋山村、坂口村、柿原村、山十楽村、清王村、山西方寺村、高塚村、山室村、青野木村、宮谷村、滝村、指中村、沢村（現・あわら市）
  - 坪江村 ← 牛ノ谷村、畝市野々村、宇根村、下金屋村、熊坂村、笹岡村、前谷村、北野村、北村、中川村、御簾尾村、東田中村、次郎丸村、北疋田村、瓜生村、南疋田村（現・あわら市）、里竹田村、堀水村、乗兼村、坪江村、川上村（現・坂井市）
  - 剣岳村 ← 権世市野々村、権世村、鎌谷村、椚村、清滝村、後山村（現・あわら市）
  - 伊井村 ← 矢地村、菅野村、稲越村、河原井手村、池口村、伊井村、清間村、桑原村、古屋石塚村（現・あわら市）
  - 東十郷村 ← 長屋村、御油田村、河和田村、五本村、定旨村、下新庄村、長畑村、上新庄村、東長田村、徳分田村、福島村、若宮村、宮領村、田島村、田島窪村（現・坂井市）
  - 金津町 ← 北金津町、南金津村、新町（現・あわら市）
  - 長畝村 ← 宇田村、玄女村、千田村、山久保村、女形谷村、長畝村、三本木村、赤坂村、伏屋村、田屋村、畑中村、与河村、篠岡村、里丸岡村、猪爪村［一部］、小黒村、升田村、内田村、曽々木村、豊原村、丸岡町［一部[注釈 22]］（現・坂井市）
  - 丸岡町 ← 丸岡町［一部[注釈 23]］、西瓜屋村［一部］、猪爪村［一部］、一本田村［一部］、一本田中村［一部］、西里丸岡村［一部］（現・坂井市）
  - 竹田村 ← 山竹田村、吉谷村、山口村、上竹田村（現・坂井市）

- - 高椋村 ← 一本田福所村、一本田中村［一部］、西里丸岡村［一部］、一本田村［一部］、笹和田村、舟寄村、長崎村、枯木高柳村、吉政村、八ツ口村、今福村、寅国村、西瓜屋村［一部］、新間村、儀間村、牛ヶ島村、長崎高瀬村、豊原高瀬村、四ツ柳村、筑後清水村、末政村、山崎三ヶ村、大森村、野中山王村、板倉村、油為頭村、高田村、丸岡町［一部[注釈 24]］（現・坂井市）
  - 鳴鹿村 ← 鳴鹿山鹿村（現・吉田郡永平寺町）、上久米田村、下久米田村、東二ツ屋村、上金屋村、金元村、楽間村、為安村、寄永村、友末村、坪ノ内村（現・坂井市）
  - 磯部村 ← 四郎丸村、磯部島村、今市村、端保村、八丁村、磯部福庄村、熊堂村、宇随村、羽崎村、磯部新保村、上安田村、安田新村、下安田村、北横地村、南横地村、定重村、寄安村、正蓮花村、中筋村（現・坂井市）
  - 春江村 ← 境村、為国村、沖布目村、大針村、江留上村、江留下村、随応寺村、江留中村、藤鷲塚村、千歩寺村、中庄村、本堂村、西太郎丸村、東太郎丸村、針原村、田端村、高江村、松木村、金剛寺村、安沢村（現・坂井市）
  - 大石村 ← 石塚村、取次村、布施田新村、正善村、姫王村、定広村、木部西方寺村、辻村、堀越村、下小森村、上小森村、大牧村、井向村、西長田村（現・坂井市）
  - 兵庫村 ← 上兵庫村、下兵庫村（現・坂井市）
  - 大関村 ← 蔵垣内村、西村、東中野村、大味村、東村、上関村、下関村（現・坂井市）
  - 本荘村 ← 新用村、馬場村（現・坂井市）、東善寺村、谷畠村、轟木村、上番村、中番村、下番村、玉木村、河間村、中浜村、玉ノ江村、藤沢村、西今市村、竹松村、角屋村、北本堂村、公文村、宮前村（現・あわら市）
  - 木部村 ← 木部新保村、島村、清永村、折戸村、池見村、木部東村、東荒井村、蛸村、蛸渡村、高柳村、今井村、野中新村、野中村、石丸村、川崎村、楽円村、油屋村（現・坂井市）
  - 新保村（泥原新保浦が単独村制。現・坂井市）
  - 浜四郷村 ← 西野中村、山岸村、下野村、黒目村、沖野々村、米納津村、横越村（現・坂井市）、砂子田村、藤瀬村、円納村、小尉村（現・福井市）
  - 鶉村 ← 波寄村、水切村、木下村、小野村、串野村、佐野村、菖蒲谷村、砂子坂村、上野村、浄土寺村、布施田村、西中野村、池尻村、黒丸村、三宅村（現・福井市）
  - 大安寺村 ← 島山梨子村、内山梨子村、仙村、御所垣内村、江上村、剣大谷村、天菅生村、岸水村、四十谷村、田ノ谷村、北楢原村、南楢原村（現・福井市）
  - 本郷村 ← 大谷村、八幡村、灯豊村、荒谷村、大年村、中村、一王寺村、木米村、柿谷村、中河内村、西荒井村、清水平村、中平村、奥平村、足谷村、河内村、猫瀬村、東平村（現・福井市）
  - 棗村 ← 市瀬村、両橋屋村、川尻村、浜別所村、石橋村、石新保村、浜島村、白方村、小幡村、深坂村、中山村、為寄村、石畠村、領家村、田ノ頭村（現・福井市）
  - 鷹巣村 ← 高須村、宮郷村、西畑村、大窪村、西二ツ屋村、免鳥村、浜住村、和布浦、蓑浦、糸崎浦、松蔭浦、長橋浦、北菅生浦、丹生郡南菅生浦（現・福井市）
- 明治24年（1891年）4月1日 - 郡制を施行。
- 明治30年（1897年）4月1日（3町28村）
  - 吉崎村が改称して北潟村となる。
  - 北潟村の一部（吉崎）が分立して吉崎村が発足。
- 大正12年（1923年）4月1日 - 郡会が廃止。郡役所は存続。
- 大正15年（1926年）7月1日 - 郡役所が廃止。以降は地域区分名称となる。
- 昭和10年（1935年）2月11日 - 芦原村が町制施行して芦原町となる。（4町27村）
- 昭和17年（1942年）4月3日 - 春江村が町制施行して春江町となる。（5町26村）
- 昭和29年（1954年）
  - 3月31日 - 三国町・新保村・雄島村・加戸村が合併し、改めて三国町が発足。（5町23村）
  - 10月5日 - 吉崎村・細呂木村・坪江村・伊井村・金津町が合併し、改めて金津町が発足。（5町19村）
- 昭和30年（1955年）
  - 2月15日 - 剣岳村が金津町に編入。（5町18村）
  - 3月30日 - 磯部村の一部（中筋・定重および、それぞれ出垣内の区域を除く正蓮花・寄安）が春江町に編入。
  - 3月31日（5町5村）
    - 長畝村・丸岡町・竹田村・高椋村・鳴鹿村・磯部村が合併し、改めて丸岡町が発足。
    - 鶉村・本郷村・棗村・鷹巣村が合併して川西村が発足。
    - 大石村・春江町が合併し、改めて春江町が発足。
    - 芦原町・本荘村・北潟村が合併し、改めて芦原町が発足。
    - 東十郷村・兵庫村・大関村が合併して坂井村が発足。

  - 7月15日
    - 芦原町の一部（新用・馬場）が金津町に編入。
    - 芦原町の一部（竹松・西今市・藤沢・玉江）が三国町に編入。

  - 8月31日（5町4村）
    - 金津町の一部（坪江・川上・乗兼・堀水・里竹田）が丸岡町に編入。
- 昭和31年（1956年）9月30日 - 木部村が坂井村に編入。
- 昭和32年（1957年）
  - 1月1日（5町3村）
    - 浜四郷村の一部（横越・下野・西野中・山岸・黒目・米納津・沖野々）、坂井村の一部（石丸・野中・油屋・楽円・川崎・池見）が三国町に編入。
    - 浜四郷村の残部（小尉・円納・藤瀬・砂子田）が川西村に編入。

  - 4月1日（5町2村）
    - 大安寺村の一部（剣大谷・江上・御所垣内・仙・島山梨子・内山梨子）が川西村に編入。
    - 大安寺村の残部（南楢原・北楢原・田ノ谷・四十谷・岸水・天菅生）が福井市に編入。

  - 7月10日 - 川西村が町制施行して川西町となる。（6町1村）
- 昭和35年（1960年）4月1日 - 丸岡町の一部（鳴鹿山鹿）が吉田郡志比村（現・永平寺町）に編入。
- 昭和36年（1961年）4月1日 - 坂井村が町制施行して坂井町となる。（7町）
- 昭和42年（1967年）5月17日 - 川西町が福井市に編入。（6町）
- 平成16年（2004年）3月1日 - 芦原町・金津町が合併してあわら市が発足し、郡より離脱。（4町）
- 平成18年（2006年）3月20日 - 三国町・丸岡町・春江町・坂井町が合併して坂井市が発足。同日坂井郡消滅。

### 変遷表
| 明治以前       | 明治以前       | 明治初年 - 明治6年     | 明治7年 - 明治22年               | 明治22年 4月1日 町村制施行 | 明治22年 - 昭和20年         | 昭和20年 - 昭和30年          | 昭和20年 - 昭和30年          | 昭和20年 - 昭和30年          | 昭和31年 - 昭和35年          | 昭和31年 - 昭和35年         | 昭和31年 - 昭和35年               | 昭和36年 - 昭和64年                | 平成元年 - 現在                | 現在            |
| -------------- | -------------- | ---------------------- | -------------------------------- | -------------------------- | --------------------------- | ---------------------------- | ---------------------------- | ---------------------------- | ---------------------------- | --------------------------- | --------------------------------- | ---------------------------------- | ------------------------------ | --------------- |
| 鳴鹿山鹿村     | 大部分         | 鳴鹿山鹿村             | 鳴鹿山鹿村                       | 鳴鹿村                     | 鳴鹿村                      | 鳴鹿村                       | 昭和30年3月31日 丸岡町       | 昭和30年3月31日 丸岡町       | 丸岡町                       | 丸岡町                      | 昭和35年4月1日 吉田郡志比村に編入 | 昭和37年9月1日 町制 吉田郡永平寺町 | 平成18年3月20日 吉田郡永平寺町 | 吉田郡 永平寺町 |
| 鳴鹿山鹿村     | 一部           | 鳴鹿山鹿村             | 鳴鹿山鹿村                       | 鳴鹿村                     | 鳴鹿村                      | 鳴鹿村                       | 昭和30年3月31日 丸岡町       | 昭和30年3月31日 丸岡町       | 丸岡町                       | 丸岡町                      | 丸岡町                            | 丸岡町                             | 平成18年3月20日 坂井市         | 坂井市          |
| 上久米田村     | 上久米田村     | 上久米田村             | 上久米田村                       | 鳴鹿村                     | 鳴鹿村                      | 鳴鹿村                       | 昭和30年3月31日 丸岡町       | 昭和30年3月31日 丸岡町       | 丸岡町                       | 丸岡町                      | 丸岡町                            | 丸岡町                             | 平成18年3月20日 坂井市         | 坂井市          |
| 下久米田村     | 下久米田村     | 下久米田村             | 下久米田村                       | 鳴鹿村                     | 鳴鹿村                      | 鳴鹿村                       | 昭和30年3月31日 丸岡町       | 昭和30年3月31日 丸岡町       | 丸岡町                       | 丸岡町                      | 丸岡町                            | 丸岡町                             | 平成18年3月20日 坂井市         | 坂井市          |
| 二ツ屋村       | 二ツ屋村       | 二ツ屋村               | 明治17年 改称 東二ツ屋村         | 鳴鹿村                     | 鳴鹿村                      | 鳴鹿村                       | 昭和30年3月31日 丸岡町       | 昭和30年3月31日 丸岡町       | 丸岡町                       | 丸岡町                      | 丸岡町                            | 丸岡町                             | 平成18年3月20日 坂井市         | 坂井市          |
| 上金屋村       | 上金屋村       | 上金屋村               | 上金屋村                         | 鳴鹿村                     | 鳴鹿村                      | 鳴鹿村                       | 昭和30年3月31日 丸岡町       | 昭和30年3月31日 丸岡町       | 丸岡町                       | 丸岡町                      | 丸岡町                            | 丸岡町                             | 平成18年3月20日 坂井市         | 坂井市          |
| 金元村         | 金元村         | 金元村                 | 金元村                           | 鳴鹿村                     | 鳴鹿村                      | 鳴鹿村                       | 昭和30年3月31日 丸岡町       | 昭和30年3月31日 丸岡町       | 丸岡町                       | 丸岡町                      | 丸岡町                            | 丸岡町                             | 平成18年3月20日 坂井市         | 坂井市          |
| 楽間村         | 楽間村         | 楽間村                 | 楽間村                           | 鳴鹿村                     | 鳴鹿村                      | 鳴鹿村                       | 昭和30年3月31日 丸岡町       | 昭和30年3月31日 丸岡町       | 丸岡町                       | 丸岡町                      | 丸岡町                            | 丸岡町                             | 平成18年3月20日 坂井市         | 坂井市          |
| 為安村         | 為安村         | 為安村                 | 為安村                           | 鳴鹿村                     | 鳴鹿村                      | 鳴鹿村                       | 昭和30年3月31日 丸岡町       | 昭和30年3月31日 丸岡町       | 丸岡町                       | 丸岡町                      | 丸岡町                            | 丸岡町                             | 平成18年3月20日 坂井市         | 坂井市          |
| 寄永村         | 寄永村         | 寄永村                 | 寄永村                           | 鳴鹿村                     | 鳴鹿村                      | 鳴鹿村                       | 昭和30年3月31日 丸岡町       | 昭和30年3月31日 丸岡町       | 丸岡町                       | 丸岡町                      | 丸岡町                            | 丸岡町                             | 平成18年3月20日 坂井市         | 坂井市          |
| 友末村         | 友末村         | 友末村                 | 友末村                           | 鳴鹿村                     | 鳴鹿村                      | 鳴鹿村                       | 昭和30年3月31日 丸岡町       | 昭和30年3月31日 丸岡町       | 丸岡町                       | 丸岡町                      | 丸岡町                            | 丸岡町                             | 平成18年3月20日 坂井市         | 坂井市          |
| 坪ノ内村       | 坪ノ内村       | 坪ノ内村               | 明治8年 坪ノ内村                 | 鳴鹿村                     | 鳴鹿村                      | 鳴鹿村                       | 昭和30年3月31日 丸岡町       | 昭和30年3月31日 丸岡町       | 丸岡町                       | 丸岡町                      | 丸岡町                            | 丸岡町                             | 平成18年3月20日 坂井市         | 坂井市          |
| 末広村         | 末広村         | 末広村                 | 明治8年 坪ノ内村                 | 鳴鹿村                     | 鳴鹿村                      | 鳴鹿村                       | 昭和30年3月31日 丸岡町       | 昭和30年3月31日 丸岡町       | 丸岡町                       | 丸岡町                      | 丸岡町                            | 丸岡町                             | 平成18年3月20日 坂井市         | 坂井市          |
| 猪爪村         | 一部           | 猪爪村                 | 猪爪村                           | 丸岡町                     | 丸岡町                      | 丸岡町                       | 昭和30年3月31日 丸岡町       | 昭和30年3月31日 丸岡町       | 丸岡町                       | 丸岡町                      | 丸岡町                            | 丸岡町                             | 平成18年3月20日 坂井市         | 坂井市          |
| 猪爪村         | 一部           | 猪爪村                 | 猪爪村                           | 長畝村                     | 長畝村                      | 長畝村                       | 昭和30年3月31日 丸岡町       | 昭和30年3月31日 丸岡町       | 丸岡町                       | 丸岡町                      | 丸岡町                            | 丸岡町                             | 平成18年3月20日 坂井市         | 坂井市          |
| 宇田村         | 宇田村         | 宇田村                 | 宇田村                           | 長畝村                     | 長畝村                      | 長畝村                       | 昭和30年3月31日 丸岡町       | 昭和30年3月31日 丸岡町       | 丸岡町                       | 丸岡町                      | 丸岡町                            | 丸岡町                             | 平成18年3月20日 坂井市         | 坂井市          |
| 玄女村         | 玄女村         | 玄女村                 | 玄女村                           | 長畝村                     | 長畝村                      | 長畝村                       | 昭和30年3月31日 丸岡町       | 昭和30年3月31日 丸岡町       | 丸岡町                       | 丸岡町                      | 丸岡町                            | 丸岡町                             | 平成18年3月20日 坂井市         | 坂井市          |
| 千田村         | 千田村         | 千田村                 | 千田村                           | 長畝村                     | 長畝村                      | 長畝村                       | 昭和30年3月31日 丸岡町       | 昭和30年3月31日 丸岡町       | 丸岡町                       | 丸岡町                      | 丸岡町                            | 丸岡町                             | 平成18年3月20日 坂井市         | 坂井市          |
| 山久保村       | 山久保村       | 山久保村               | 山久保村                         | 長畝村                     | 長畝村                      | 長畝村                       | 昭和30年3月31日 丸岡町       | 昭和30年3月31日 丸岡町       | 丸岡町                       | 丸岡町                      | 丸岡町                            | 丸岡町                             | 平成18年3月20日 坂井市         | 坂井市          |
| 女形谷村       | 女形谷村       | 女形谷村               | 女形谷村                         | 長畝村                     | 長畝村                      | 長畝村                       | 昭和30年3月31日 丸岡町       | 昭和30年3月31日 丸岡町       | 丸岡町                       | 丸岡町                      | 丸岡町                            | 丸岡町                             | 平成18年3月20日 坂井市         | 坂井市          |
| 長畝村         | 長畝村         | 長畝村                 | 長畝村                           | 長畝村                     | 長畝村                      | 長畝村                       | 昭和30年3月31日 丸岡町       | 昭和30年3月31日 丸岡町       | 丸岡町                       | 丸岡町                      | 丸岡町                            | 丸岡町                             | 平成18年3月20日 坂井市         | 坂井市          |
| 三本木村       | 三本木村       | 三本木村               | 三本木村                         | 長畝村                     | 長畝村                      | 長畝村                       | 昭和30年3月31日 丸岡町       | 昭和30年3月31日 丸岡町       | 丸岡町                       | 丸岡町                      | 丸岡町                            | 丸岡町                             | 平成18年3月20日 坂井市         | 坂井市          |
| 赤坂村         | 赤坂村         | 赤坂村                 | 赤坂村                           | 長畝村                     | 長畝村                      | 長畝村                       | 昭和30年3月31日 丸岡町       | 昭和30年3月31日 丸岡町       | 丸岡町                       | 丸岡町                      | 丸岡町                            | 丸岡町                             | 平成18年3月20日 坂井市         | 坂井市          |
| 伏屋村         | 伏屋村         | 伏屋村                 | 伏屋村                           | 長畝村                     | 長畝村                      | 長畝村                       | 昭和30年3月31日 丸岡町       | 昭和30年3月31日 丸岡町       | 丸岡町                       | 丸岡町                      | 丸岡町                            | 丸岡町                             | 平成18年3月20日 坂井市         | 坂井市          |
| 田屋村         | 田屋村         | 田屋村                 | 田屋村                           | 長畝村                     | 長畝村                      | 長畝村                       | 昭和30年3月31日 丸岡町       | 昭和30年3月31日 丸岡町       | 丸岡町                       | 丸岡町                      | 丸岡町                            | 丸岡町                             | 平成18年3月20日 坂井市         | 坂井市          |
| 畑中村         | 畑中村         | 畑中村                 | 畑中村                           | 長畝村                     | 長畝村                      | 長畝村                       | 昭和30年3月31日 丸岡町       | 昭和30年3月31日 丸岡町       | 丸岡町                       | 丸岡町                      | 丸岡町                            | 丸岡町                             | 平成18年3月20日 坂井市         | 坂井市          |
| 与河村         | 与河村         | 与河村                 | 与河村                           | 長畝村                     | 長畝村                      | 長畝村                       | 昭和30年3月31日 丸岡町       | 昭和30年3月31日 丸岡町       | 丸岡町                       | 丸岡町                      | 丸岡町                            | 丸岡町                             | 平成18年3月20日 坂井市         | 坂井市          |
| 篠岡村         | 篠岡村         | 篠岡村                 | 篠岡村                           | 長畝村                     | 長畝村                      | 長畝村                       | 昭和30年3月31日 丸岡町       | 昭和30年3月31日 丸岡町       | 丸岡町                       | 丸岡町                      | 丸岡町                            | 丸岡町                             | 平成18年3月20日 坂井市         | 坂井市          |
| 里丸岡村       | 里丸岡村       | 里丸岡村               | 里丸岡村                         | 長畝村                     | 長畝村                      | 長畝村                       | 昭和30年3月31日 丸岡町       | 昭和30年3月31日 丸岡町       | 丸岡町                       | 丸岡町                      | 丸岡町                            | 丸岡町                             | 平成18年3月20日 坂井市         | 坂井市          |
| 小黒村         | 小黒村         | 小黒村                 | 小黒村                           | 長畝村                     | 長畝村                      | 長畝村                       | 昭和30年3月31日 丸岡町       | 昭和30年3月31日 丸岡町       | 丸岡町                       | 丸岡町                      | 丸岡町                            | 丸岡町                             | 平成18年3月20日 坂井市         | 坂井市          |
| 升田村         | 升田村         | 升田村                 | 升田村                           | 長畝村                     | 長畝村                      | 長畝村                       | 昭和30年3月31日 丸岡町       | 昭和30年3月31日 丸岡町       | 丸岡町                       | 丸岡町                      | 丸岡町                            | 丸岡町                             | 平成18年3月20日 坂井市         | 坂井市          |
| 内田村         | 内田村         | 内田村                 | 内田村                           | 長畝村                     | 長畝村                      | 長畝村                       | 昭和30年3月31日 丸岡町       | 昭和30年3月31日 丸岡町       | 丸岡町                       | 丸岡町                      | 丸岡町                            | 丸岡町                             | 平成18年3月20日 坂井市         | 坂井市          |
| 曽々木村       | 曽々木村       | 曽々木村               | 曽々木村                         | 長畝村                     | 長畝村                      | 長畝村                       | 昭和30年3月31日 丸岡町       | 昭和30年3月31日 丸岡町       | 丸岡町                       | 丸岡町                      | 丸岡町                            | 丸岡町                             | 平成18年3月20日 坂井市         | 坂井市          |
| 豊原村         | 豊原村         | 豊原村                 | 豊原村                           | 長畝村                     | 長畝村                      | 長畝村                       | 昭和30年3月31日 丸岡町       | 昭和30年3月31日 丸岡町       | 丸岡町                       | 丸岡町                      | 丸岡町                            | 丸岡町                             | 平成18年3月20日 坂井市         | 坂井市          |
| 丸岡町         | 一部           | 丸岡町                 | 丸岡町                           | 長畝村                     | 長畝村                      | 長畝村                       | 昭和30年3月31日 丸岡町       | 昭和30年3月31日 丸岡町       | 丸岡町                       | 丸岡町                      | 丸岡町                            | 丸岡町                             | 平成18年3月20日 坂井市         | 坂井市          |
| 丸岡町         | 一部           | 丸岡町                 | 丸岡町                           | 丸岡町                     | 丸岡町                      | 丸岡町                       | 昭和30年3月31日 丸岡町       | 昭和30年3月31日 丸岡町       | 丸岡町                       | 丸岡町                      | 丸岡町                            | 丸岡町                             | 平成18年3月20日 坂井市         | 坂井市          |
| 丸岡町         | 一部           | 丸岡町                 | 丸岡町                           | 高椋村                     | 高椋村                      | 高椋村                       | 昭和30年3月31日 丸岡町       | 昭和30年3月31日 丸岡町       | 丸岡町                       | 丸岡町                      | 丸岡町                            | 丸岡町                             | 平成18年3月20日 坂井市         | 坂井市          |
| 笹和田村       | 笹和田村       | 笹和田村               | 笹和田村                         | 高椋村                     | 高椋村                      | 高椋村                       | 昭和30年3月31日 丸岡町       | 昭和30年3月31日 丸岡町       | 丸岡町                       | 丸岡町                      | 丸岡町                            | 丸岡町                             | 平成18年3月20日 坂井市         | 坂井市          |
| 舟寄村         | 舟寄村         | 舟寄村                 | 舟寄村                           | 高椋村                     | 高椋村                      | 高椋村                       | 昭和30年3月31日 丸岡町       | 昭和30年3月31日 丸岡町       | 丸岡町                       | 丸岡町                      | 丸岡町                            | 丸岡町                             | 平成18年3月20日 坂井市         | 坂井市          |
| 長崎村         | 長崎村         | 長崎村                 | 長崎村                           | 高椋村                     | 高椋村                      | 高椋村                       | 昭和30年3月31日 丸岡町       | 昭和30年3月31日 丸岡町       | 丸岡町                       | 丸岡町                      | 丸岡町                            | 丸岡町                             | 平成18年3月20日 坂井市         | 坂井市          |
| 枯木高柳村     | 枯木高柳村     | 枯木高柳村             | 枯木高柳村                       | 高椋村                     | 高椋村                      | 高椋村                       | 昭和30年3月31日 丸岡町       | 昭和30年3月31日 丸岡町       | 丸岡町                       | 丸岡町                      | 丸岡町                            | 丸岡町                             | 平成18年3月20日 坂井市         | 坂井市          |
| 吉政村         | 吉政村         | 吉政村                 | 吉政村                           | 高椋村                     | 高椋村                      | 高椋村                       | 昭和30年3月31日 丸岡町       | 昭和30年3月31日 丸岡町       | 丸岡町                       | 丸岡町                      | 丸岡町                            | 丸岡町                             | 平成18年3月20日 坂井市         | 坂井市          |
| 八ツ口村       | 八ツ口村       | 八ツ口村               | 八ツ口村                         | 高椋村                     | 高椋村                      | 高椋村                       | 昭和30年3月31日 丸岡町       | 昭和30年3月31日 丸岡町       | 丸岡町                       | 丸岡町                      | 丸岡町                            | 丸岡町                             | 平成18年3月20日 坂井市         | 坂井市          |
| 今福村         | 今福村         | 今福村                 | 今福村                           | 高椋村                     | 高椋村                      | 高椋村                       | 昭和30年3月31日 丸岡町       | 昭和30年3月31日 丸岡町       | 丸岡町                       | 丸岡町                      | 丸岡町                            | 丸岡町                             | 平成18年3月20日 坂井市         | 坂井市          |
| 寅国村         | 寅国村         | 寅国村                 | 寅国村                           | 高椋村                     | 高椋村                      | 高椋村                       | 昭和30年3月31日 丸岡町       | 昭和30年3月31日 丸岡町       | 丸岡町                       | 丸岡町                      | 丸岡町                            | 丸岡町                             | 平成18年3月20日 坂井市         | 坂井市          |
| 新間村         | 新間村         | 新間村                 | 新間村                           | 高椋村                     | 高椋村                      | 高椋村                       | 昭和30年3月31日 丸岡町       | 昭和30年3月31日 丸岡町       | 丸岡町                       | 丸岡町                      | 丸岡町                            | 丸岡町                             | 平成18年3月20日 坂井市         | 坂井市          |
| 儀間村         | 儀間村         | 儀間村                 | 儀間村                           | 高椋村                     | 高椋村                      | 高椋村                       | 昭和30年3月31日 丸岡町       | 昭和30年3月31日 丸岡町       | 丸岡町                       | 丸岡町                      | 丸岡町                            | 丸岡町                             | 平成18年3月20日 坂井市         | 坂井市          |
| 牛ヶ島村       | 牛ヶ島村       | 牛ヶ島村               | 牛ヶ島村                         | 高椋村                     | 高椋村                      | 高椋村                       | 昭和30年3月31日 丸岡町       | 昭和30年3月31日 丸岡町       | 丸岡町                       | 丸岡町                      | 丸岡町                            | 丸岡町                             | 平成18年3月20日 坂井市         | 坂井市          |
| 長崎高瀬村     | 長崎高瀬村     | 長崎高瀬村             | 長崎高瀬村                       | 高椋村                     | 高椋村                      | 高椋村                       | 昭和30年3月31日 丸岡町       | 昭和30年3月31日 丸岡町       | 丸岡町                       | 丸岡町                      | 丸岡町                            | 丸岡町                             | 平成18年3月20日 坂井市         | 坂井市          |
| 豊原高瀬村     | 豊原高瀬村     | 豊原高瀬村             | 豊原高瀬村                       | 高椋村                     | 高椋村                      | 高椋村                       | 昭和30年3月31日 丸岡町       | 昭和30年3月31日 丸岡町       | 丸岡町                       | 丸岡町                      | 丸岡町                            | 丸岡町                             | 平成18年3月20日 坂井市         | 坂井市          |
| 四ツ柳村       | 四ツ柳村       | 四ツ柳村               | 四ツ柳村                         | 高椋村                     | 高椋村                      | 高椋村                       | 昭和30年3月31日 丸岡町       | 昭和30年3月31日 丸岡町       | 丸岡町                       | 丸岡町                      | 丸岡町                            | 丸岡町                             | 平成18年3月20日 坂井市         | 坂井市          |
| 筑後清水村     | 筑後清水村     | 筑後清水村             | 筑後清水村                       | 高椋村                     | 高椋村                      | 高椋村                       | 昭和30年3月31日 丸岡町       | 昭和30年3月31日 丸岡町       | 丸岡町                       | 丸岡町                      | 丸岡町                            | 丸岡町                             | 平成18年3月20日 坂井市         | 坂井市          |
| 末政村         | 末政村         | 末政村                 | 末政村                           | 高椋村                     | 高椋村                      | 高椋村                       | 昭和30年3月31日 丸岡町       | 昭和30年3月31日 丸岡町       | 丸岡町                       | 丸岡町                      | 丸岡町                            | 丸岡町                             | 平成18年3月20日 坂井市         | 坂井市          |
| 山崎三ヶ村     | 山崎三ヶ村     | 山崎三ヶ村             | 山崎三ヶ村                       | 高椋村                     | 高椋村                      | 高椋村                       | 昭和30年3月31日 丸岡町       | 昭和30年3月31日 丸岡町       | 丸岡町                       | 丸岡町                      | 丸岡町                            | 丸岡町                             | 平成18年3月20日 坂井市         | 坂井市          |
| 大森村         | 大森村         | 大森村                 | 大森村                           | 高椋村                     | 高椋村                      | 高椋村                       | 昭和30年3月31日 丸岡町       | 昭和30年3月31日 丸岡町       | 丸岡町                       | 丸岡町                      | 丸岡町                            | 丸岡町                             | 平成18年3月20日 坂井市         | 坂井市          |
| 野中山王村     | 野中山王村     | 野中山王村             | 野中山王村                       | 高椋村                     | 高椋村                      | 高椋村                       | 昭和30年3月31日 丸岡町       | 昭和30年3月31日 丸岡町       | 丸岡町                       | 丸岡町                      | 丸岡町                            | 丸岡町                             | 平成18年3月20日 坂井市         | 坂井市          |
| 板倉村         | 板倉村         | 板倉村                 | 板倉村                           | 高椋村                     | 高椋村                      | 高椋村                       | 昭和30年3月31日 丸岡町       | 昭和30年3月31日 丸岡町       | 丸岡町                       | 丸岡町                      | 丸岡町                            | 丸岡町                             | 平成18年3月20日 坂井市         | 坂井市          |
| 油為頭村       | 油為頭村       | 油為頭村               | 油為頭村                         | 高椋村                     | 高椋村                      | 高椋村                       | 昭和30年3月31日 丸岡町       | 昭和30年3月31日 丸岡町       | 丸岡町                       | 丸岡町                      | 丸岡町                            | 丸岡町                             | 平成18年3月20日 坂井市         | 坂井市          |
| 高田村         | 高田村         | 高田村                 | 高田村                           | 高椋村                     | 高椋村                      | 高椋村                       | 昭和30年3月31日 丸岡町       | 昭和30年3月31日 丸岡町       | 丸岡町                       | 丸岡町                      | 丸岡町                            | 丸岡町                             | 平成18年3月20日 坂井市         | 坂井市          |
| 西瓜屋村       | 一部           | 西瓜屋村               | 西瓜屋村                         | 高椋村                     | 高椋村                      | 高椋村                       | 昭和30年3月31日 丸岡町       | 昭和30年3月31日 丸岡町       | 丸岡町                       | 丸岡町                      | 丸岡町                            | 丸岡町                             | 平成18年3月20日 坂井市         | 坂井市          |
| 西瓜屋村       | 一部           | 西瓜屋村               | 西瓜屋村                         | 丸岡町                     | 丸岡町                      | 丸岡町                       | 昭和30年3月31日 丸岡町       | 昭和30年3月31日 丸岡町       | 丸岡町                       | 丸岡町                      | 丸岡町                            | 丸岡町                             | 平成18年3月20日 坂井市         | 坂井市          |
| 一本田村       | 一部           | 一本田村               | 一本田村                         | 丸岡町                     | 丸岡町                      | 丸岡町                       | 昭和30年3月31日 丸岡町       | 昭和30年3月31日 丸岡町       | 丸岡町                       | 丸岡町                      | 丸岡町                            | 丸岡町                             | 平成18年3月20日 坂井市         | 坂井市          |
| 一本田村       | 一部           | 一本田村               | 一本田村                         | 高椋村                     | 高椋村                      | 高椋村                       | 昭和30年3月31日 丸岡町       | 昭和30年3月31日 丸岡町       | 丸岡町                       | 丸岡町                      | 丸岡町                            | 丸岡町                             | 平成18年3月20日 坂井市         | 坂井市          |
| 一本田福所村   | 一本田福所村   | 一本田福所村           | 一本田福所村                     | 高椋村                     | 高椋村                      | 高椋村                       | 昭和30年3月31日 丸岡町       | 昭和30年3月31日 丸岡町       | 丸岡町                       | 丸岡町                      | 丸岡町                            | 丸岡町                             | 平成18年3月20日 坂井市         | 坂井市          |
| 一本田中村     | 一部           | 一本田中村             | 一本田中村                       | 高椋村                     | 高椋村                      | 高椋村                       | 昭和30年3月31日 丸岡町       | 昭和30年3月31日 丸岡町       | 丸岡町                       | 丸岡町                      | 丸岡町                            | 丸岡町                             | 平成18年3月20日 坂井市         | 坂井市          |
| 一本田中村     | 一部           | 一本田中村             | 一本田中村                       | 丸岡町                     | 丸岡町                      | 丸岡町                       | 昭和30年3月31日 丸岡町       | 昭和30年3月31日 丸岡町       | 丸岡町                       | 丸岡町                      | 丸岡町                            | 丸岡町                             | 平成18年3月20日 坂井市         | 坂井市          |
| 西里丸岡村     | 一部           | 西里丸岡村             | 西里丸岡村                       | 丸岡町                     | 丸岡町                      | 丸岡町                       | 昭和30年3月31日 丸岡町       | 昭和30年3月31日 丸岡町       | 丸岡町                       | 丸岡町                      | 丸岡町                            | 丸岡町                             | 平成18年3月20日 坂井市         | 坂井市          |
| 西里丸岡村     | 一部           | 西里丸岡村             | 西里丸岡村                       | 高椋村                     | 高椋村                      | 高椋村                       | 昭和30年3月31日 丸岡町       | 昭和30年3月31日 丸岡町       | 丸岡町                       | 丸岡町                      | 丸岡町                            | 丸岡町                             | 平成18年3月20日 坂井市         | 坂井市          |
| 四郎丸村       | 四郎丸村       | 四郎丸村               | 四郎丸村                         | 磯部村                     | 磯部村                      | 磯部村                       | 昭和30年3月31日 丸岡町       | 昭和30年3月31日 丸岡町       | 丸岡町                       | 丸岡町                      | 丸岡町                            | 丸岡町                             | 平成18年3月20日 坂井市         | 坂井市          |
| 磯部島村       | 磯部島村       | 磯部島村               | 磯部島村                         | 磯部村                     | 磯部村                      | 磯部村                       | 昭和30年3月31日 丸岡町       | 昭和30年3月31日 丸岡町       | 丸岡町                       | 丸岡町                      | 丸岡町                            | 丸岡町                             | 平成18年3月20日 坂井市         | 坂井市          |
| 今市村         | 今市村         | 今市村                 | 今市村                           | 磯部村                     | 磯部村                      | 磯部村                       | 昭和30年3月31日 丸岡町       | 昭和30年3月31日 丸岡町       | 丸岡町                       | 丸岡町                      | 丸岡町                            | 丸岡町                             | 平成18年3月20日 坂井市         | 坂井市          |
| 端保村         | 端保村         | 端保村                 | 端保村                           | 磯部村                     | 磯部村                      | 磯部村                       | 昭和30年3月31日 丸岡町       | 昭和30年3月31日 丸岡町       | 丸岡町                       | 丸岡町                      | 丸岡町                            | 丸岡町                             | 平成18年3月20日 坂井市         | 坂井市          |
| 八丁村         | 八丁村         | 八丁村                 | 八丁村                           | 磯部村                     | 磯部村                      | 磯部村                       | 昭和30年3月31日 丸岡町       | 昭和30年3月31日 丸岡町       | 丸岡町                       | 丸岡町                      | 丸岡町                            | 丸岡町                             | 平成18年3月20日 坂井市         | 坂井市          |
| 磯部福庄村     | 磯部福庄村     | 磯部福庄村             | 磯部福庄村                       | 磯部村                     | 磯部村                      | 磯部村                       | 昭和30年3月31日 丸岡町       | 昭和30年3月31日 丸岡町       | 丸岡町                       | 丸岡町                      | 丸岡町                            | 丸岡町                             | 平成18年3月20日 坂井市         | 坂井市          |
| 熊堂村         | 熊堂村         | 熊堂村                 | 熊堂村                           | 磯部村                     | 磯部村                      | 磯部村                       | 昭和30年3月31日 丸岡町       | 昭和30年3月31日 丸岡町       | 丸岡町                       | 丸岡町                      | 丸岡町                            | 丸岡町                             | 平成18年3月20日 坂井市         | 坂井市          |
| 宇随村         | 宇随村         | 宇随村                 | 宇随村                           | 磯部村                     | 磯部村                      | 磯部村                       | 昭和30年3月31日 丸岡町       | 昭和30年3月31日 丸岡町       | 丸岡町                       | 丸岡町                      | 丸岡町                            | 丸岡町                             | 平成18年3月20日 坂井市         | 坂井市          |
| 羽崎村         | 羽崎村         | 羽崎村                 | 羽崎村                           | 磯部村                     | 磯部村                      | 磯部村                       | 昭和30年3月31日 丸岡町       | 昭和30年3月31日 丸岡町       | 丸岡町                       | 丸岡町                      | 丸岡町                            | 丸岡町                             | 平成18年3月20日 坂井市         | 坂井市          |
| 磯部新保村     | 磯部新保村     | 磯部新保村             | 磯部新保村                       | 磯部村                     | 磯部村                      | 磯部村                       | 昭和30年3月31日 丸岡町       | 昭和30年3月31日 丸岡町       | 丸岡町                       | 丸岡町                      | 丸岡町                            | 丸岡町                             | 平成18年3月20日 坂井市         | 坂井市          |
| 上安田村       | 上安田村       | 上安田村               | 上安田村                         | 磯部村                     | 磯部村                      | 磯部村                       | 昭和30年3月31日 丸岡町       | 昭和30年3月31日 丸岡町       | 丸岡町                       | 丸岡町                      | 丸岡町                            | 丸岡町                             | 平成18年3月20日 坂井市         | 坂井市          |
| 安田新村       | 安田新村       | 安田新村               | 安田新村                         | 磯部村                     | 磯部村                      | 磯部村                       | 昭和30年3月31日 丸岡町       | 昭和30年3月31日 丸岡町       | 丸岡町                       | 丸岡町                      | 丸岡町                            | 丸岡町                             | 平成18年3月20日 坂井市         | 坂井市          |
| 下安田村       | 下安田村       | 下安田村               | 下安田村                         | 磯部村                     | 磯部村                      | 磯部村                       | 昭和30年3月31日 丸岡町       | 昭和30年3月31日 丸岡町       | 丸岡町                       | 丸岡町                      | 丸岡町                            | 丸岡町                             | 平成18年3月20日 坂井市         | 坂井市          |
| 北横地村       | 北横地村       | 北横地村               | 北横地村                         | 磯部村                     | 磯部村                      | 磯部村                       | 昭和30年3月31日 丸岡町       | 昭和30年3月31日 丸岡町       | 丸岡町                       | 丸岡町                      | 丸岡町                            | 丸岡町                             | 平成18年3月20日 坂井市         | 坂井市          |
| 南横地村       | 南横地村       | 南横地村               | 南横地村                         | 磯部村                     | 磯部村                      | 磯部村                       | 昭和30年3月31日 丸岡町       | 昭和30年3月31日 丸岡町       | 丸岡町                       | 丸岡町                      | 丸岡町                            | 丸岡町                             | 平成18年3月20日 坂井市         | 坂井市          |
| 定重村         | 定重村         | 定重村                 | 定重村                           | 磯部村                     | 磯部村                      | 磯部村                       | 昭和30年3月31日 丸岡町       | 昭和30年3月31日 丸岡町       | 丸岡町                       | 丸岡町                      | 丸岡町                            | 丸岡町                             | 平成18年3月20日 坂井市         | 坂井市          |
| 中筋村         | 中筋村         | 中筋村                 | 中筋村                           | 磯部村                     | 磯部村                      | 磯部村                       | 昭和30年3月31日 丸岡町       | 昭和30年3月31日 丸岡町       | 丸岡町                       | 丸岡町                      | 丸岡町                            | 丸岡町                             | 平成18年3月20日 坂井市         | 坂井市          |
| 寄安村         | 一部           | 寄安村                 | 寄安村                           | 磯部村                     | 磯部村                      | 磯部村                       | 昭和30年3月31日 丸岡町       | 昭和30年3月31日 丸岡町       | 丸岡町                       | 丸岡町                      | 丸岡町                            | 丸岡町                             | 平成18年3月20日 坂井市         | 坂井市          |
| 寄安村         | 一部を除く     | 寄安村                 | 寄安村                           | 磯部村                     | 磯部村                      | 昭和30年3月30日 春江町に編入 | 昭和30年3月31日 春江町       | 昭和30年3月31日 春江町       | 春江町                       | 春江町                      | 春江町                            | 春江町                             | 平成18年3月20日 坂井市         | 坂井市          |
| 正蓮花村       | 一部を除く     | 正蓮花村               | 正蓮花村                         | 磯部村                     | 磯部村                      | 昭和30年3月30日 春江町に編入 | 昭和30年3月31日 春江町       | 昭和30年3月31日 春江町       | 春江町                       | 春江町                      | 春江町                            | 春江町                             | 平成18年3月20日 坂井市         | 坂井市          |
| 正蓮花村       | 一部           | 正蓮花村               | 正蓮花村                         | 磯部村                     | 磯部村                      | 磯部村                       | 昭和30年3月31日 丸岡町       | 昭和30年3月31日 丸岡町       | 丸岡町                       | 丸岡町                      | 丸岡町                            | 丸岡町                             | 平成18年3月20日 坂井市         | 坂井市          |
| 山竹田村       | 山竹田村       | 山竹田村               | 山竹田村                         | 竹田村                     | 竹田村                      | 竹田村                       | 昭和30年3月31日 丸岡町       | 昭和30年3月31日 丸岡町       | 丸岡町                       | 丸岡町                      | 丸岡町                            | 丸岡町                             | 平成18年3月20日 坂井市         | 坂井市          |
| 吉谷村         | 吉谷村         | 吉谷村                 | 吉谷村                           | 竹田村                     | 竹田村                      | 竹田村                       | 昭和30年3月31日 丸岡町       | 昭和30年3月31日 丸岡町       | 丸岡町                       | 丸岡町                      | 丸岡町                            | 丸岡町                             | 平成18年3月20日 坂井市         | 坂井市          |
| 山口村         | 山口村         | 山口村                 | 山口村                           | 竹田村                     | 竹田村                      | 竹田村                       | 昭和30年3月31日 丸岡町       | 昭和30年3月31日 丸岡町       | 丸岡町                       | 丸岡町                      | 丸岡町                            | 丸岡町                             | 平成18年3月20日 坂井市         | 坂井市          |
| 上竹田村       | 上竹田村       | 上竹田村               | 上竹田村                         | 竹田村                     | 竹田村                      | 竹田村                       | 昭和30年3月31日 丸岡町       | 昭和30年3月31日 丸岡町       | 丸岡町                       | 丸岡町                      | 丸岡町                            | 丸岡町                             | 平成18年3月20日 坂井市         | 坂井市          |
| 里竹田村       | 里竹田村       | 里竹田村               | 里竹田村                         | 坪江村                     | 坪江村                      | 昭和29年10月15日 金津町      | 昭和29年10月15日 金津町      | 昭和30年8月31日 丸岡町に編入 | 丸岡町                       | 丸岡町                      | 丸岡町                            | 丸岡町                             | 平成18年3月20日 坂井市         | 坂井市          |
| 堀水村         | 堀水村         | 堀水村                 | 堀水村                           | 坪江村                     | 坪江村                      | 昭和29年10月15日 金津町      | 昭和29年10月15日 金津町      | 昭和30年8月31日 丸岡町に編入 | 丸岡町                       | 丸岡町                      | 丸岡町                            | 丸岡町                             | 平成18年3月20日 坂井市         | 坂井市          |
| 乗兼村         | 乗兼村         | 乗兼村                 | 乗兼村                           | 坪江村                     | 坪江村                      | 昭和29年10月15日 金津町      | 昭和29年10月15日 金津町      | 昭和30年8月31日 丸岡町に編入 | 丸岡町                       | 丸岡町                      | 丸岡町                            | 丸岡町                             | 平成18年3月20日 坂井市         | 坂井市          |
| 坪江村         | 坪江村         | 坪江村                 | 坪江村                           | 坪江村                     | 坪江村                      | 昭和29年10月15日 金津町      | 昭和29年10月15日 金津町      | 昭和30年8月31日 丸岡町に編入 | 丸岡町                       | 丸岡町                      | 丸岡町                            | 丸岡町                             | 平成18年3月20日 坂井市         | 坂井市          |
| 川上村         | 川上村         | 川上村                 | 川上村                           | 坪江村                     | 坪江村                      | 昭和29年10月15日 金津町      | 昭和29年10月15日 金津町      | 昭和30年8月31日 丸岡町に編入 | 丸岡町                       | 丸岡町                      | 丸岡町                            | 丸岡町                             | 平成18年3月20日 坂井市         | 坂井市          |
| 牛ノ谷村       | 牛ノ谷村       | 牛ノ谷村               | 牛ノ谷村                         | 坪江村                     | 坪江村                      | 昭和29年10月15日 金津町      | 昭和29年10月15日 金津町      | 金津町                       | 金津町                       | 金津町                      | 金津町                            | 金津町                             | 平成16年3月1日 あわら市        | あわら市        |
| 畝市野々村     | 畝市野々村     | 畝市野々村             | 畝市野々村                       | 坪江村                     | 坪江村                      | 昭和29年10月15日 金津町      | 昭和29年10月15日 金津町      | 金津町                       | 金津町                       | 金津町                      | 金津町                            | 金津町                             | 平成16年3月1日 あわら市        | あわら市        |
| 宇根村         | 宇根村         | 宇根村                 | 宇根村                           | 坪江村                     | 坪江村                      | 昭和29年10月15日 金津町      | 昭和29年10月15日 金津町      | 金津町                       | 金津町                       | 金津町                      | 金津町                            | 金津町                             | 平成16年3月1日 あわら市        | あわら市        |
| 下金屋村       | 下金屋村       | 下金屋村               | 下金屋村                         | 坪江村                     | 坪江村                      | 昭和29年10月15日 金津町      | 昭和29年10月15日 金津町      | 金津町                       | 金津町                       | 金津町                      | 金津町                            | 金津町                             | 平成16年3月1日 あわら市        | あわら市        |
| 熊坂村         | 熊坂村         | 熊坂村                 | 熊坂村                           | 坪江村                     | 坪江村                      | 昭和29年10月15日 金津町      | 昭和29年10月15日 金津町      | 金津町                       | 金津町                       | 金津町                      | 金津町                            | 金津町                             | 平成16年3月1日 あわら市        | あわら市        |
| 笹岡村         | 笹岡村         | 笹岡村                 | 笹岡村                           | 坪江村                     | 坪江村                      | 昭和29年10月15日 金津町      | 昭和29年10月15日 金津町      | 金津町                       | 金津町                       | 金津町                      | 金津町                            | 金津町                             | 平成16年3月1日 あわら市        | あわら市        |
| 前谷村         | 前谷村         | 前谷村                 | 前谷村                           | 坪江村                     | 坪江村                      | 昭和29年10月15日 金津町      | 昭和29年10月15日 金津町      | 金津町                       | 金津町                       | 金津町                      | 金津町                            | 金津町                             | 平成16年3月1日 あわら市        | あわら市        |
| 北野村         | 北野村         | 北野村                 | 北野村                           | 坪江村                     | 坪江村                      | 昭和29年10月15日 金津町      | 昭和29年10月15日 金津町      | 金津町                       | 金津町                       | 金津町                      | 金津町                            | 金津町                             | 平成16年3月1日 あわら市        | あわら市        |
| 北村           | 北村           | 北村                   | 北村                             | 坪江村                     | 坪江村                      | 昭和29年10月15日 金津町      | 昭和29年10月15日 金津町      | 金津町                       | 金津町                       | 金津町                      | 金津町                            | 金津町                             | 平成16年3月1日 あわら市        | あわら市        |
| 中川村         | 中川村         | 中川村                 | 中川村                           | 坪江村                     | 坪江村                      | 昭和29年10月15日 金津町      | 昭和29年10月15日 金津町      | 金津町                       | 金津町                       | 金津町                      | 金津町                            | 金津町                             | 平成16年3月1日 あわら市        | あわら市        |
| 御簾尾村       | 御簾尾村       | 御簾尾村               | 御簾尾村                         | 坪江村                     | 坪江村                      | 昭和29年10月15日 金津町      | 昭和29年10月15日 金津町      | 金津町                       | 金津町                       | 金津町                      | 金津町                            | 金津町                             | 平成16年3月1日 あわら市        | あわら市        |
| 東田中村       | 東田中村       | 東田中村               | 東田中村                         | 坪江村                     | 坪江村                      | 昭和29年10月15日 金津町      | 昭和29年10月15日 金津町      | 金津町                       | 金津町                       | 金津町                      | 金津町                            | 金津町                             | 平成16年3月1日 あわら市        | あわら市        |
| 次郎丸村       | 次郎丸村       | 次郎丸村               | 次郎丸村                         | 坪江村                     | 坪江村                      | 昭和29年10月15日 金津町      | 昭和29年10月15日 金津町      | 金津町                       | 金津町                       | 金津町                      | 金津町                            | 金津町                             | 平成16年3月1日 あわら市        | あわら市        |
| 北疋田村       | 北疋田村       | 北疋田村               | 北疋田村                         | 坪江村                     | 坪江村                      | 昭和29年10月15日 金津町      | 昭和29年10月15日 金津町      | 金津町                       | 金津町                       | 金津町                      | 金津町                            | 金津町                             | 平成16年3月1日 あわら市        | あわら市        |
| 瓜生村         | 瓜生村         | 瓜生村                 | 瓜生村                           | 坪江村                     | 坪江村                      | 昭和29年10月15日 金津町      | 昭和29年10月15日 金津町      | 金津町                       | 金津町                       | 金津町                      | 金津町                            | 金津町                             | 平成16年3月1日 あわら市        | あわら市        |
| 南疋田村       | 南疋田村       | 南疋田村               | 南疋田村                         | 坪江村                     | 坪江村                      | 昭和29年10月15日 金津町      | 昭和29年10月15日 金津町      | 金津町                       | 金津町                       | 金津町                      | 金津町                            | 金津町                             | 平成16年3月1日 あわら市        | あわら市        |
| 北金津町       | 北金津町       | 北金津町               | 北金津町                         | 金津町                     | 金津町                      | 昭和29年10月15日 金津町      | 昭和29年10月15日 金津町      | 金津町                       | 金津町                       | 金津町                      | 金津町                            | 金津町                             | 平成16年3月1日 あわら市        | あわら市        |
| 南金津村       | 南金津村       | 南金津村               | 南金津村                         | 金津町                     | 金津町                      | 昭和29年10月15日 金津町      | 昭和29年10月15日 金津町      | 金津町                       | 金津町                       | 金津町                      | 金津町                            | 金津町                             | 平成16年3月1日 あわら市        | あわら市        |
| 金津新町       | 金津新町       | 明治初年 改称 新町     | 新町                             | 金津町                     | 金津町                      | 昭和29年10月15日 金津町      | 昭和29年10月15日 金津町      | 金津町                       | 金津町                       | 金津町                      | 金津町                            | 金津町                             | 平成16年3月1日 あわら市        | あわら市        |
| 蓮浦村         | 蓮浦村         | 蓮浦村                 | 蓮浦村                           | 細呂木村                   | 細呂木村                    | 昭和29年10月15日 金津町      | 昭和29年10月15日 金津町      | 金津町                       | 金津町                       | 金津町                      | 金津町                            | 金津町                             | 平成16年3月1日 あわら市        | あわら市        |
| 細呂木村       | 細呂木村       | 細呂木村               | 細呂木村                         | 細呂木村                   | 細呂木村                    | 昭和29年10月15日 金津町      | 昭和29年10月15日 金津町      | 金津町                       | 金津町                       | 金津町                      | 金津町                            | 金津町                             | 平成16年3月1日 あわら市        | あわら市        |
| 橋屋村         | 橋屋村         | 橋屋村                 | 橋屋村                           | 細呂木村                   | 細呂木村                    | 昭和29年10月15日 金津町      | 昭和29年10月15日 金津町      | 金津町                       | 金津町                       | 金津町                      | 金津町                            | 金津町                             | 平成16年3月1日 あわら市        | あわら市        |
| 樋山村         | 樋山村         | 樋山村                 | 樋山村                           | 細呂木村                   | 細呂木村                    | 昭和29年10月15日 金津町      | 昭和29年10月15日 金津町      | 金津町                       | 金津町                       | 金津町                      | 金津町                            | 金津町                             | 平成16年3月1日 あわら市        | あわら市        |
| 坂口村         | 坂口村         | 坂口村                 | 坂口村                           | 細呂木村                   | 細呂木村                    | 昭和29年10月15日 金津町      | 昭和29年10月15日 金津町      | 金津町                       | 金津町                       | 金津町                      | 金津町                            | 金津町                             | 平成16年3月1日 あわら市        | あわら市        |
| 柿原村         | 柿原村         | 柿原村                 | 柿原村                           | 細呂木村                   | 細呂木村                    | 昭和29年10月15日 金津町      | 昭和29年10月15日 金津町      | 金津町                       | 金津町                       | 金津町                      | 金津町                            | 金津町                             | 平成16年3月1日 あわら市        | あわら市        |
| 十楽村         | 十楽村         | 十楽村                 | 明治10年頃 改称 山十楽村         | 細呂木村                   | 細呂木村                    | 昭和29年10月15日 金津町      | 昭和29年10月15日 金津町      | 金津町                       | 金津町                       | 金津町                      | 金津町                            | 金津町                             | 平成16年3月1日 あわら市        | あわら市        |
| 清王村         | 清王村         | 清王村                 | 清王村                           | 細呂木村                   | 細呂木村                    | 昭和29年10月15日 金津町      | 昭和29年10月15日 金津町      | 金津町                       | 金津町                       | 金津町                      | 金津町                            | 金津町                             | 平成16年3月1日 あわら市        | あわら市        |
| 西方寺村       | 西方寺村       | 西方寺村               | 明治17年 改称 山西方寺村         | 細呂木村                   | 細呂木村                    | 昭和29年10月15日 金津町      | 昭和29年10月15日 金津町      | 金津町                       | 金津町                       | 金津町                      | 金津町                            | 金津町                             | 平成16年3月1日 あわら市        | あわら市        |
| 高塚村         | 高塚村         | 高塚村                 | 高塚村                           | 細呂木村                   | 細呂木村                    | 昭和29年10月15日 金津町      | 昭和29年10月15日 金津町      | 金津町                       | 金津町                       | 金津町                      | 金津町                            | 金津町                             | 平成16年3月1日 あわら市        | あわら市        |
| 山室村         | 山室村         | 山室村                 | 山室村                           | 細呂木村                   | 細呂木村                    | 昭和29年10月15日 金津町      | 昭和29年10月15日 金津町      | 金津町                       | 金津町                       | 金津町                      | 金津町                            | 金津町                             | 平成16年3月1日 あわら市        | あわら市        |
| 青野木村       | 青野木村       | 青野木村               | 青野木村                         | 細呂木村                   | 細呂木村                    | 昭和29年10月15日 金津町      | 昭和29年10月15日 金津町      | 金津町                       | 金津町                       | 金津町                      | 金津町                            | 金津町                             | 平成16年3月1日 あわら市        | あわら市        |
| 宮谷村         | 宮谷村         | 宮谷村                 | 宮谷村                           | 細呂木村                   | 細呂木村                    | 昭和29年10月15日 金津町      | 昭和29年10月15日 金津町      | 金津町                       | 金津町                       | 金津町                      | 金津町                            | 金津町                             | 平成16年3月1日 あわら市        | あわら市        |
| 滝村           | 滝村           | 滝村                   | 滝村                             | 細呂木村                   | 細呂木村                    | 昭和29年10月15日 金津町      | 昭和29年10月15日 金津町      | 金津町                       | 金津町                       | 金津町                      | 金津町                            | 金津町                             | 平成16年3月1日 あわら市        | あわら市        |
| 指中村         | 指中村         | 指中村                 | 指中村                           | 細呂木村                   | 細呂木村                    | 昭和29年10月15日 金津町      | 昭和29年10月15日 金津町      | 金津町                       | 金津町                       | 金津町                      | 金津町                            | 金津町                             | 平成16年3月1日 あわら市        | あわら市        |
| 沢村           | 沢村           | 沢村                   | 沢村                             | 細呂木村                   | 細呂木村                    | 昭和29年10月15日 金津町      | 昭和29年10月15日 金津町      | 金津町                       | 金津町                       | 金津町                      | 金津町                            | 金津町                             | 平成16年3月1日 あわら市        | あわら市        |
| 権世市野々村   | 権世市野々村   | 権世市野々村           | 権世市野々村                     | 剣岳村                     | 剣岳村                      | 剣岳村                       | 昭和30年2月15日 金津町に編入 | 金津町                       | 金津町                       | 金津町                      | 金津町                            | 金津町                             | 平成16年3月1日 あわら市        | あわら市        |
| 権世村         | 権世村         | 権世村                 | 権世村                           | 剣岳村                     | 剣岳村                      | 剣岳村                       | 昭和30年2月15日 金津町に編入 | 金津町                       | 金津町                       | 金津町                      | 金津町                            | 金津町                             | 平成16年3月1日 あわら市        | あわら市        |
| 鎌谷村         | 鎌谷村         | 鎌谷村                 | 鎌谷村                           | 剣岳村                     | 剣岳村                      | 剣岳村                       | 昭和30年2月15日 金津町に編入 | 金津町                       | 金津町                       | 金津町                      | 金津町                            | 金津町                             | 平成16年3月1日 あわら市        | あわら市        |
| 椚村           | 椚村           | 椚村                   | 椚村                             | 剣岳村                     | 剣岳村                      | 剣岳村                       | 昭和30年2月15日 金津町に編入 | 金津町                       | 金津町                       | 金津町                      | 金津町                            | 金津町                             | 平成16年3月1日 あわら市        | あわら市        |
| 清滝村         | 清滝村         | 清滝村                 | 清滝村                           | 剣岳村                     | 剣岳村                      | 剣岳村                       | 昭和30年2月15日 金津町に編入 | 金津町                       | 金津町                       | 金津町                      | 金津町                            | 金津町                             | 平成16年3月1日 あわら市        | あわら市        |
| 後山村         | 後山村         | 後山村                 | 後山村                           | 剣岳村                     | 剣岳村                      | 剣岳村                       | 昭和30年2月15日 金津町に編入 | 金津町                       | 金津町                       | 金津町                      | 金津町                            | 金津町                             | 平成16年3月1日 あわら市        | あわら市        |
| 矢地村         | 矢地村         | 矢地村                 | 矢地村                           | 伊井村                     | 伊井村                      | 昭和29年10月15日 金津町      | 昭和29年10月15日 金津町      | 金津町                       | 金津町                       | 金津町                      | 金津町                            | 金津町                             | 平成16年3月1日 あわら市        | あわら市        |
| 菅野村         | 菅野村         | 菅野村                 | 菅野村                           | 伊井村                     | 伊井村                      | 昭和29年10月15日 金津町      | 昭和29年10月15日 金津町      | 金津町                       | 金津町                       | 金津町                      | 金津町                            | 金津町                             | 平成16年3月1日 あわら市        | あわら市        |
| 稲越村         | 稲越村         | 稲越村                 | 稲越村                           | 伊井村                     | 伊井村                      | 昭和29年10月15日 金津町      | 昭和29年10月15日 金津町      | 金津町                       | 金津町                       | 金津町                      | 金津町                            | 金津町                             | 平成16年3月1日 あわら市        | あわら市        |
| 河原井手村     | 河原井手村     | 河原井手村             | 河原井手村                       | 伊井村                     | 伊井村                      | 昭和29年10月15日 金津町      | 昭和29年10月15日 金津町      | 金津町                       | 金津町                       | 金津町                      | 金津町                            | 金津町                             | 平成16年3月1日 あわら市        | あわら市        |
| 池口村         | 池口村         | 池口村                 | 池口村                           | 伊井村                     | 伊井村                      | 昭和29年10月15日 金津町      | 昭和29年10月15日 金津町      | 金津町                       | 金津町                       | 金津町                      | 金津町                            | 金津町                             | 平成16年3月1日 あわら市        | あわら市        |
| 伊井村         | 伊井村         | 伊井村                 | 伊井村                           | 伊井村                     | 伊井村                      | 昭和29年10月15日 金津町      | 昭和29年10月15日 金津町      | 金津町                       | 金津町                       | 金津町                      | 金津町                            | 金津町                             | 平成16年3月1日 あわら市        | あわら市        |
| 清間村         | 清間村         | 清間村                 | 清間村                           | 伊井村                     | 伊井村                      | 昭和29年10月15日 金津町      | 昭和29年10月15日 金津町      | 金津町                       | 金津町                       | 金津町                      | 金津町                            | 金津町                             | 平成16年3月1日 あわら市        | あわら市        |
| 桑原村         | 桑原村         | 桑原村                 | 桑原村                           | 伊井村                     | 伊井村                      | 昭和29年10月15日 金津町      | 昭和29年10月15日 金津町      | 金津町                       | 金津町                       | 金津町                      | 金津町                            | 金津町                             | 平成16年3月1日 あわら市        | あわら市        |
| 古屋石塚村     | 古屋石塚村     | 古屋石塚村             | 古屋石塚村                       | 伊井村                     | 伊井村                      | 昭和29年10月15日 金津町      | 昭和29年10月15日 金津町      | 金津町                       | 金津町                       | 金津町                      | 金津町                            | 金津町                             | 平成16年3月1日 あわら市        | あわら市        |
| 吉崎浦         | 吉崎浦         | 吉崎浦                 | 吉崎浦                           | 吉崎村                     | 明治30年2月1日 改称 吉崎村  | 昭和29年10月15日 金津町      | 昭和29年10月15日 金津町      | 金津町                       | 金津町                       | 金津町                      | 金津町                            | 金津町                             | 平成16年3月1日 あわら市        | あわら市        |
| 城新田村       | 城新田村       | 城新田村               | 城新田村                         | 吉崎村                     | 明治30年2月1日 分立 北潟村  | 北潟村                       | 昭和30年3月31日 芦原町       | 芦原町                       | 芦原町                       | 芦原町                      | 芦原町                            | 芦原町                             | 平成16年3月1日 あわら市        | あわら市        |
| 城村           | 城村           | 城村                   | 城村                             | 吉崎村                     | 明治30年2月1日 分立 北潟村  | 北潟村                       | 昭和30年3月31日 芦原町       | 芦原町                       | 芦原町                       | 芦原町                      | 芦原町                            | 芦原町                             | 平成16年3月1日 あわら市        | あわら市        |
| 波松浦         | 波松浦         | 波松浦                 | 波松浦                           | 吉崎村                     | 明治30年2月1日 分立 北潟村  | 北潟村                       | 昭和30年3月31日 芦原町       | 芦原町                       | 芦原町                       | 芦原町                      | 芦原町                            | 芦原町                             | 平成16年3月1日 あわら市        | あわら市        |
| 番堂野村       | 番堂野村       | 番堂野村               | 番堂野村                         | 吉崎村                     | 明治30年2月1日 分立 北潟村  | 北潟村                       | 昭和30年3月31日 芦原町       | 芦原町                       | 芦原町                       | 芦原町                      | 芦原町                            | 芦原町                             | 平成16年3月1日 あわら市        | あわら市        |
| 赤尾村         | 赤尾村         | 赤尾村                 | 赤尾村                           | 吉崎村                     | 明治30年2月1日 分立 北潟村  | 北潟村                       | 昭和30年3月31日 芦原町       | 芦原町                       | 芦原町                       | 芦原町                      | 芦原町                            | 芦原町                             | 平成16年3月1日 あわら市        | あわら市        |
| 北潟浦         | 北潟浦         | 北潟浦                 | 北潟浦                           | 吉崎村                     | 明治30年2月1日 分立 北潟村  | 北潟村                       | 昭和30年3月31日 芦原町       | 芦原町                       | 芦原町                       | 芦原町                      | 芦原町                            | 芦原町                             | 平成16年3月1日 あわら市        | あわら市        |
| 浜坂浦         | 浜坂浦         | 浜坂浦                 | 浜坂浦                           | 吉崎村                     | 明治30年2月1日 分立 北潟村  | 北潟村                       | 昭和30年3月31日 芦原町       | 芦原町                       | 芦原町                       | 芦原町                      | 芦原町                            | 芦原町                             | 平成16年3月1日 あわら市        | あわら市        |
| 二面村         | 二面村         | 二面村                 | 二面村                           | 芦原村                     | 昭和10年2月11日 町制 芦原町 | 芦原町                       | 昭和30年3月31日 芦原町       | 芦原町                       | 芦原町                       | 芦原町                      | 芦原町                            | 芦原町                             | 平成16年3月1日 あわら市        | あわら市        |
| 舟津村         | 舟津村         | 舟津村                 | 舟津村                           | 芦原村                     | 昭和10年2月11日 町制 芦原町 | 芦原町                       | 昭和30年3月31日 芦原町       | 芦原町                       | 芦原町                       | 芦原町                      | 芦原町                            | 芦原町                             | 平成16年3月1日 あわら市        | あわら市        |
| 布目村         | 布目村         | 布目村                 | 布目村                           | 芦原村                     | 昭和10年2月11日 町制 芦原町 | 芦原町                       | 昭和30年3月31日 芦原町       | 芦原町                       | 芦原町                       | 芦原町                      | 芦原町                            | 芦原町                             | 平成16年3月1日 あわら市        | あわら市        |
| 十楽村         | 十楽村         | 十楽村                 | 十楽村                           | 芦原村                     | 昭和10年2月11日 町制 芦原町 | 芦原町                       | 昭和30年3月31日 芦原町       | 芦原町                       | 芦原町                       | 芦原町                      | 芦原町                            | 芦原町                             | 平成16年3月1日 あわら市        | あわら市        |
| 田中中村       | 田中中村       | 田中中村               | 田中中村                         | 芦原村                     | 昭和10年2月11日 町制 芦原町 | 芦原町                       | 昭和30年3月31日 芦原町       | 芦原町                       | 芦原町                       | 芦原町                      | 芦原町                            | 芦原町                             | 平成16年3月1日 あわら市        | あわら市        |
| 番田村         | 番田村         | 番田村                 | 番田村                           | 芦原村                     | 昭和10年2月11日 町制 芦原町 | 芦原町                       | 昭和30年3月31日 芦原町       | 芦原町                       | 芦原町                       | 芦原町                      | 芦原町                            | 芦原町                             | 平成16年3月1日 あわら市        | あわら市        |
| 重義村         | 重義村         | 重義村                 | 重義村                           | 芦原村                     | 昭和10年2月11日 町制 芦原町 | 芦原町                       | 昭和30年3月31日 芦原町       | 芦原町                       | 芦原町                       | 芦原町                      | 芦原町                            | 芦原町                             | 平成16年3月1日 あわら市        | あわら市        |
| 国影村         | 国影村         | 国影村                 | 国影村                           | 芦原村                     | 昭和10年2月11日 町制 芦原町 | 芦原町                       | 昭和30年3月31日 芦原町       | 芦原町                       | 芦原町                       | 芦原町                      | 芦原町                            | 芦原町                             | 平成16年3月1日 あわら市        | あわら市        |
| 井江葭村       | 井江葭村       | 井江葭村               | 井江葭村                         | 芦原村                     | 昭和10年2月11日 町制 芦原町 | 芦原町                       | 昭和30年3月31日 芦原町       | 芦原町                       | 芦原町                       | 芦原町                      | 芦原町                            | 芦原町                             | 平成16年3月1日 あわら市        | あわら市        |
| 横垣村         | 横垣村         | 横垣村                 | 横垣村                           | 芦原村                     | 昭和10年2月11日 町制 芦原町 | 芦原町                       | 昭和30年3月31日 芦原町       | 芦原町                       | 芦原町                       | 芦原町                      | 芦原町                            | 芦原町                             | 平成16年3月1日 あわら市        | あわら市        |
| 牛山村         | 牛山村         | 牛山村                 | 牛山村                           | 芦原村                     | 昭和10年2月11日 町制 芦原町 | 芦原町                       | 昭和30年3月31日 芦原町       | 芦原町                       | 芦原町                       | 芦原町                      | 芦原町                            | 芦原町                             | 平成16年3月1日 あわら市        | あわら市        |
| 東善寺村       | 東善寺村       | 東善寺村               | 東善寺村                         | 本荘村                     | 本荘村                      | 本荘村                       | 昭和30年3月31日 芦原町       | 芦原町                       | 芦原町                       | 芦原町                      | 芦原町                            | 芦原町                             | 平成16年3月1日 あわら市        | あわら市        |
| 谷畠村         | 谷畠村         | 谷畠村                 | 谷畠村                           | 本荘村                     | 本荘村                      | 本荘村                       | 昭和30年3月31日 芦原町       | 芦原町                       | 芦原町                       | 芦原町                      | 芦原町                            | 芦原町                             | 平成16年3月1日 あわら市        | あわら市        |
| 轟木村         | 轟木村         | 轟木村                 | 轟木村                           | 本荘村                     | 本荘村                      | 本荘村                       | 昭和30年3月31日 芦原町       | 芦原町                       | 芦原町                       | 芦原町                      | 芦原町                            | 芦原町                             | 平成16年3月1日 あわら市        | あわら市        |
| 上番村         | 上番村         | 上番村                 | 上番村                           | 本荘村                     | 本荘村                      | 本荘村                       | 昭和30年3月31日 芦原町       | 芦原町                       | 芦原町                       | 芦原町                      | 芦原町                            | 芦原町                             | 平成16年3月1日 あわら市        | あわら市        |
| 中番村         | 中番村         | 中番村                 | 中番村                           | 本荘村                     | 本荘村                      | 本荘村                       | 昭和30年3月31日 芦原町       | 芦原町                       | 芦原町                       | 芦原町                      | 芦原町                            | 芦原町                             | 平成16年3月1日 あわら市        | あわら市        |
| 下番村         | 下番村         | 下番村                 | 下番村                           | 本荘村                     | 本荘村                      | 本荘村                       | 昭和30年3月31日 芦原町       | 芦原町                       | 芦原町                       | 芦原町                      | 芦原町                            | 芦原町                             | 平成16年3月1日 あわら市        | あわら市        |
| 玉木村         | 玉木村         | 玉木村                 | 玉木村                           | 本荘村                     | 本荘村                      | 本荘村                       | 昭和30年3月31日 芦原町       | 芦原町                       | 芦原町                       | 芦原町                      | 芦原町                            | 芦原町                             | 平成16年3月1日 あわら市        | あわら市        |
| 河間村         | 河間村         | 河間村                 | 河間村                           | 本荘村                     | 本荘村                      | 本荘村                       | 昭和30年3月31日 芦原町       | 芦原町                       | 芦原町                       | 芦原町                      | 芦原町                            | 芦原町                             | 平成16年3月1日 あわら市        | あわら市        |
| 中浜村         | 中浜村         | 中浜村                 | 中浜村                           | 本荘村                     | 本荘村                      | 本荘村                       | 昭和30年3月31日 芦原町       | 芦原町                       | 芦原町                       | 芦原町                      | 芦原町                            | 芦原町                             | 平成16年3月1日 あわら市        | あわら市        |
| 角屋村         | 角屋村         | 角屋村                 | 角屋村                           | 本荘村                     | 本荘村                      | 本荘村                       | 昭和30年3月31日 芦原町       | 芦原町                       | 芦原町                       | 芦原町                      | 芦原町                            | 芦原町                             | 平成16年3月1日 あわら市        | あわら市        |
| 本堂村         | 本堂村         | 本堂村                 | 明治17年 改称 北本堂村           | 本荘村                     | 本荘村                      | 本荘村                       | 昭和30年3月31日 芦原町       | 芦原町                       | 芦原町                       | 芦原町                      | 芦原町                            | 芦原町                             | 平成16年3月1日 あわら市        | あわら市        |
| 公文村         | 公文村         | 公文村                 | 公文村                           | 本荘村                     | 本荘村                      | 本荘村                       | 昭和30年3月31日 芦原町       | 芦原町                       | 芦原町                       | 芦原町                      | 芦原町                            | 芦原町                             | 平成16年3月1日 あわら市        | あわら市        |
| 宮前村         | 宮前村         | 宮前村                 | 宮前村                           | 本荘村                     | 本荘村                      | 本荘村                       | 昭和30年3月31日 芦原町       | 芦原町                       | 芦原町                       | 芦原町                      | 芦原町                            | 芦原町                             | 平成16年3月1日 あわら市        | あわら市        |
| 新用村         | 新用村         | 新用村                 | 新用村                           | 本荘村                     | 本荘村                      | 本荘村                       | 昭和30年3月31日 芦原町       | 昭和30年7月15日 金津町に編入 | 金津町                       | 金津町                      | 金津町                            | 金津町                             | 平成16年3月1日 あわら市        | あわら市        |
| 馬場村         | 馬場村         | 馬場村                 | 馬場村                           | 本荘村                     | 本荘村                      | 本荘村                       | 昭和30年3月31日 芦原町       | 昭和30年7月15日 金津町に編入 | 金津町                       | 金津町                      | 金津町                            | 金津町                             | 平成16年3月1日 あわら市        | あわら市        |
| 玉ノ江村       | 玉ノ江村       | 玉ノ江村               | 玉ノ江村                         | 本荘村                     | 本荘村                      | 本荘村                       | 昭和30年3月31日 芦原町       | 昭和30年7月15日 三国町に編入 | 三国町                       | 三国町                      | 三国町                            | 三国町                             | 平成18年3月20日 坂井市         | 坂井市          |
| 藤沢村         | 藤沢村         | 藤沢村                 | 藤沢村                           | 本荘村                     | 本荘村                      | 本荘村                       | 昭和30年3月31日 芦原町       | 昭和30年7月15日 三国町に編入 | 三国町                       | 三国町                      | 三国町                            | 三国町                             | 平成18年3月20日 坂井市         | 坂井市          |
| 西今市村       | 西今市村       | 西今市村               | 西今市村                         | 本荘村                     | 本荘村                      | 本荘村                       | 昭和30年3月31日 芦原町       | 昭和30年7月15日 三国町に編入 | 三国町                       | 三国町                      | 三国町                            | 三国町                             | 平成18年3月20日 坂井市         | 坂井市          |
| 竹松村         | 竹松村         | 竹松村                 | 竹松村                           | 本荘村                     | 本荘村                      | 本荘村                       | 昭和30年3月31日 芦原町       | 昭和30年7月15日 三国町に編入 | 三国町                       | 三国町                      | 三国町                            | 三国町                             | 平成18年3月20日 坂井市         | 坂井市          |
| 滝谷村         |                | 滝谷村                 | 明治7年 滝谷村                   | 三国町                     | 三国町                      | 昭和29年3月31日 三国町       | 昭和29年3月31日 三国町       | 昭和29年3月31日 三国町       | 三国町                       | 三国町                      | 三国町                            | 三国町                             | 平成18年3月20日 坂井市         | 坂井市          |
| 滝谷村         | 御蔵町         | 明治4年 坂井港         | 明治7年 滝谷村                   | 三国町                     | 三国町                      | 昭和29年3月31日 三国町       | 昭和29年3月31日 三国町       | 昭和29年3月31日 三国町       | 三国町                       | 三国町                      | 三国町                            | 三国町                             | 平成18年3月20日 坂井市         | 坂井市          |
| 滝谷村         | 一部           | 明治4年 坂井港         | 坂井港                           | 三国町                     | 三国町                      | 昭和29年3月31日 三国町       | 昭和29年3月31日 三国町       | 昭和29年3月31日 三国町       | 三国町                       | 三国町                      | 三国町                            | 三国町                             | 平成18年3月20日 坂井市         | 坂井市          |
| 三国浦         |                | 明治4年 坂井港         | 坂井港                           | 三国町                     | 三国町                      | 昭和29年3月31日 三国町       | 昭和29年3月31日 三国町       | 昭和29年3月31日 三国町       | 三国町                       | 三国町                      | 三国町                            | 三国町                             | 平成18年3月20日 坂井市         | 坂井市          |
| 宿浦           | 宿浦           | 宿浦                   | 宿浦                             | 雄島村                     | 雄島村                      | 昭和29年3月31日 三国町       | 昭和29年3月31日 三国町       | 昭和29年3月31日 三国町       | 三国町                       | 三国町                      | 三国町                            | 三国町                             | 平成18年3月20日 坂井市         | 坂井市          |
| 米ヶ脇浦       | 米ヶ脇浦       | 米ヶ脇浦               | 米ヶ脇浦                         | 雄島村                     | 雄島村                      | 昭和29年3月31日 三国町       | 昭和29年3月31日 三国町       | 昭和29年3月31日 三国町       | 三国町                       | 三国町                      | 三国町                            | 三国町                             | 平成18年3月20日 坂井市         | 坂井市          |
|                |                |                        | 明治17年 起立 陣ヶ岡村           | 雄島村                     | 雄島村                      | 昭和29年3月31日 三国町       | 昭和29年3月31日 三国町       | 昭和29年3月31日 三国町       | 三国町                       | 三国町                      | 三国町                            | 三国町                             | 平成18年3月20日 坂井市         | 坂井市          |
| 安島浦         | 安島浦         | 安島浦                 | 安島浦                           | 雄島村                     | 雄島村                      | 昭和29年3月31日 三国町       | 昭和29年3月31日 三国町       | 昭和29年3月31日 三国町       | 三国町                       | 三国町                      | 三国町                            | 三国町                             | 平成18年3月20日 坂井市         | 坂井市          |
| 崎浦           | 崎浦           | 崎浦                   | 崎浦                             | 雄島村                     | 雄島村                      | 昭和29年3月31日 三国町       | 昭和29年3月31日 三国町       | 昭和29年3月31日 三国町       | 三国町                       | 三国町                      | 三国町                            | 三国町                             | 平成18年3月20日 坂井市         | 坂井市          |
| 梶浦           | 梶浦           | 梶浦                   | 梶浦                             | 雄島村                     | 雄島村                      | 昭和29年3月31日 三国町       | 昭和29年3月31日 三国町       | 昭和29年3月31日 三国町       | 三国町                       | 三国町                      | 三国町                            | 三国町                             | 平成18年3月20日 坂井市         | 坂井市          |
| 浜地浦         | 浜地浦         | 浜地浦                 | 浜地浦                           | 雄島村                     | 雄島村                      | 昭和29年3月31日 三国町       | 昭和29年3月31日 三国町       | 昭和29年3月31日 三国町       | 三国町                       | 三国町                      | 三国町                            | 三国町                             | 平成18年3月20日 坂井市         | 坂井市          |
| 嵩村           | 嵩村           | 嵩村                   | 嵩村                             | 加戸村                     | 加戸村                      | 昭和29年3月31日 三国町       | 昭和29年3月31日 三国町       | 昭和29年3月31日 三国町       | 三国町                       | 三国町                      | 三国町                            | 三国町                             | 平成18年3月20日 坂井市         | 坂井市          |
| 平山村         | 平山村         | 平山村                 | 平山村                           | 加戸村                     | 加戸村                      | 昭和29年3月31日 三国町       | 昭和29年3月31日 三国町       | 昭和29年3月31日 三国町       | 三国町                       | 三国町                      | 三国町                            | 三国町                             | 平成18年3月20日 坂井市         | 坂井市          |
| 西谷村         | 西谷村         | 西谷村                 | 西谷村                           | 加戸村                     | 加戸村                      | 昭和29年3月31日 三国町       | 昭和29年3月31日 三国町       | 昭和29年3月31日 三国町       | 三国町                       | 三国町                      | 三国町                            | 三国町                             | 平成18年3月20日 坂井市         | 坂井市          |
| 覚前村         | 覚前村         | 覚前村                 | 覚前村                           | 加戸村                     | 加戸村                      | 昭和29年3月31日 三国町       | 昭和29年3月31日 三国町       | 昭和29年3月31日 三国町       | 三国町                       | 三国町                      | 三国町                            | 三国町                             | 平成18年3月20日 坂井市         | 坂井市          |
| 水居村         | 水居村         | 水居村                 | 水居村                           | 加戸村                     | 加戸村                      | 昭和29年3月31日 三国町       | 昭和29年3月31日 三国町       | 昭和29年3月31日 三国町       | 三国町                       | 三国町                      | 三国町                            | 三国町                             | 平成18年3月20日 坂井市         | 坂井市          |
| 加戸村         | 加戸村         | 加戸村                 | 加戸村                           | 加戸村                     | 加戸村                      | 昭和29年3月31日 三国町       | 昭和29年3月31日 三国町       | 昭和29年3月31日 三国町       | 三国町                       | 三国町                      | 三国町                            | 三国町                             | 平成18年3月20日 坂井市         | 坂井市          |
| 池上村         | 池上村         | 池上村                 | 池上村                           | 加戸村                     | 加戸村                      | 昭和29年3月31日 三国町       | 昭和29年3月31日 三国町       | 昭和29年3月31日 三国町       | 三国町                       | 三国町                      | 三国町                            | 三国町                             | 平成18年3月20日 坂井市         | 坂井市          |
| 泥原新保浦     | 泥原新保浦     | 泥原新保浦             | 泥原新保浦                       | 新保村                     | 新保村                      | 昭和29年3月31日 三国町       | 昭和29年3月31日 三国町       | 昭和29年3月31日 三国町       | 三国町                       | 三国町                      | 三国町                            | 三国町                             | 平成18年3月20日 坂井市         | 坂井市          |
| 境村           | 境村           | 境村                   | 境村                             | 春江村                     | 昭和17年4月3日 町制 春江町  | 春江町                       | 昭和30年3月31日 春江町       | 昭和30年3月31日 春江町       | 春江町                       | 春江町                      | 春江町                            | 春江町                             | 平成18年3月20日 坂井市         | 坂井市          |
| 為国村         | 為国村         | 為国村                 | 為国村                           | 春江村                     | 昭和17年4月3日 町制 春江町  | 春江町                       | 昭和30年3月31日 春江町       | 昭和30年3月31日 春江町       | 春江町                       | 春江町                      | 春江町                            | 春江町                             | 平成18年3月20日 坂井市         | 坂井市          |
| 沖布目村       | 沖布目村       | 沖布目村               | 沖布目村                         | 春江村                     | 昭和17年4月3日 町制 春江町  | 春江町                       | 昭和30年3月31日 春江町       | 昭和30年3月31日 春江町       | 春江町                       | 春江町                      | 春江町                            | 春江町                             | 平成18年3月20日 坂井市         | 坂井市          |
| 大針村         | 大針村         | 大針村                 | 大針村                           | 春江村                     | 昭和17年4月3日 町制 春江町  | 春江町                       | 昭和30年3月31日 春江町       | 昭和30年3月31日 春江町       | 春江町                       | 春江町                      | 春江町                            | 春江町                             | 平成18年3月20日 坂井市         | 坂井市          |
| 江留上村       | 江留上村       | 江留上村               | 江留上村                         | 春江村                     | 昭和17年4月3日 町制 春江町  | 春江町                       | 昭和30年3月31日 春江町       | 昭和30年3月31日 春江町       | 春江町                       | 春江町                      | 春江町                            | 春江町                             | 平成18年3月20日 坂井市         | 坂井市          |
| 吉田郡江留下村 | 吉田郡江留下村 | 吉田郡江留下村         | 明治17年 所属変更 坂井郡江留下村 | 春江村                     | 昭和17年4月3日 町制 春江町  | 春江町                       | 昭和30年3月31日 春江町       | 昭和30年3月31日 春江町       | 春江町                       | 春江町                      | 春江町                            | 春江町                             | 平成18年3月20日 坂井市         | 坂井市          |
| 随応寺村       | 随応寺村       | 随応寺村               | 随応寺村                         | 春江村                     | 昭和17年4月3日 町制 春江町  | 春江町                       | 昭和30年3月31日 春江町       | 昭和30年3月31日 春江町       | 春江町                       | 春江町                      | 春江町                            | 春江町                             | 平成18年3月20日 坂井市         | 坂井市          |
| 江留中村       | 江留中村       | 江留中村               | 江留中村                         | 春江村                     | 昭和17年4月3日 町制 春江町  | 春江町                       | 昭和30年3月31日 春江町       | 昭和30年3月31日 春江町       | 春江町                       | 春江町                      | 春江町                            | 春江町                             | 平成18年3月20日 坂井市         | 坂井市          |
| 藤鷲塚村       | 藤鷲塚村       | 藤鷲塚村               | 藤鷲塚村                         | 春江村                     | 昭和17年4月3日 町制 春江町  | 春江町                       | 昭和30年3月31日 春江町       | 昭和30年3月31日 春江町       | 春江町                       | 春江町                      | 春江町                            | 春江町                             | 平成18年3月20日 坂井市         | 坂井市          |
| 千歩寺村       | 千歩寺村       | 千歩寺村               | 千歩寺村                         | 春江村                     | 昭和17年4月3日 町制 春江町  | 春江町                       | 昭和30年3月31日 春江町       | 昭和30年3月31日 春江町       | 春江町                       | 春江町                      | 春江町                            | 春江町                             | 平成18年3月20日 坂井市         | 坂井市          |
| 中庄村         | 中庄村         | 中庄村                 | 中庄村                           | 春江村                     | 昭和17年4月3日 町制 春江町  | 春江町                       | 昭和30年3月31日 春江町       | 昭和30年3月31日 春江町       | 春江町                       | 春江町                      | 春江町                            | 春江町                             | 平成18年3月20日 坂井市         | 坂井市          |
| 本堂村         | 本堂村         | 本堂村                 | 本堂村                           | 春江村                     | 昭和17年4月3日 町制 春江町  | 春江町                       | 昭和30年3月31日 春江町       | 昭和30年3月31日 春江町       | 春江町                       | 春江町                      | 春江町                            | 春江町                             | 平成18年3月20日 坂井市         | 坂井市          |
| 西太郎丸村     | 西太郎丸村     | 西太郎丸村             | 西太郎丸村                       | 春江村                     | 昭和17年4月3日 町制 春江町  | 春江町                       | 昭和30年3月31日 春江町       | 昭和30年3月31日 春江町       | 春江町                       | 春江町                      | 春江町                            | 春江町                             | 平成18年3月20日 坂井市         | 坂井市          |
| 東太郎丸村     | 東太郎丸村     | 東太郎丸村             | 東太郎丸村                       | 春江村                     | 昭和17年4月3日 町制 春江町  | 春江町                       | 昭和30年3月31日 春江町       | 昭和30年3月31日 春江町       | 春江町                       | 春江町                      | 春江町                            | 春江町                             | 平成18年3月20日 坂井市         | 坂井市          |
| 針原村         | 針原村         | 針原村                 | 針原村                           | 春江村                     | 昭和17年4月3日 町制 春江町  | 春江町                       | 昭和30年3月31日 春江町       | 昭和30年3月31日 春江町       | 春江町                       | 春江町                      | 春江町                            | 春江町                             | 平成18年3月20日 坂井市         | 坂井市          |
| 田端村         | 田端村         | 田端村                 | 田端村                           | 春江村                     | 昭和17年4月3日 町制 春江町  | 春江町                       | 昭和30年3月31日 春江町       | 昭和30年3月31日 春江町       | 春江町                       | 春江町                      | 春江町                            | 春江町                             | 平成18年3月20日 坂井市         | 坂井市          |
| 高江村         | 高江村         | 高江村                 | 高江村                           | 春江村                     | 昭和17年4月3日 町制 春江町  | 春江町                       | 昭和30年3月31日 春江町       | 昭和30年3月31日 春江町       | 春江町                       | 春江町                      | 春江町                            | 春江町                             | 平成18年3月20日 坂井市         | 坂井市          |
| 松木村         | 松木村         | 松木村                 | 松木村                           | 春江村                     | 昭和17年4月3日 町制 春江町  | 春江町                       | 昭和30年3月31日 春江町       | 昭和30年3月31日 春江町       | 春江町                       | 春江町                      | 春江町                            | 春江町                             | 平成18年3月20日 坂井市         | 坂井市          |
| 金剛寺村       | 金剛寺村       | 金剛寺村               | 金剛寺村                         | 春江村                     | 昭和17年4月3日 町制 春江町  | 春江町                       | 昭和30年3月31日 春江町       | 昭和30年3月31日 春江町       | 春江町                       | 春江町                      | 春江町                            | 春江町                             | 平成18年3月20日 坂井市         | 坂井市          |
| 安沢村         | 安沢村         | 安沢村                 | 安沢村                           | 春江村                     | 昭和17年4月3日 町制 春江町  | 春江町                       | 昭和30年3月31日 春江町       | 昭和30年3月31日 春江町       | 春江町                       | 春江町                      | 春江町                            | 春江町                             | 平成18年3月20日 坂井市         | 坂井市          |
| 石塚村         | 石塚村         | 石塚村                 | 石塚村                           | 大石村                     | 大石村                      | 大石村                       | 昭和30年3月31日 春江町       | 昭和30年3月31日 春江町       | 春江町                       | 春江町                      | 春江町                            | 春江町                             | 平成18年3月20日 坂井市         | 坂井市          |
| 取次村         | 取次村         | 取次村                 | 取次村                           | 大石村                     | 大石村                      | 大石村                       | 昭和30年3月31日 春江町       | 昭和30年3月31日 春江町       | 春江町                       | 春江町                      | 春江町                            | 春江町                             | 平成18年3月20日 坂井市         | 坂井市          |
| 布施田新村     | 布施田新村     | 布施田新村             | 布施田新村                       | 大石村                     | 大石村                      | 大石村                       | 昭和30年3月31日 春江町       | 昭和30年3月31日 春江町       | 春江町                       | 春江町                      | 春江町                            | 春江町                             | 平成18年3月20日 坂井市         | 坂井市          |
| 正善村         | 正善村         | 正善村                 | 正善村                           | 大石村                     | 大石村                      | 大石村                       | 昭和30年3月31日 春江町       | 昭和30年3月31日 春江町       | 春江町                       | 春江町                      | 春江町                            | 春江町                             | 平成18年3月20日 坂井市         | 坂井市          |
| 姫王村         | 姫王村         | 姫王村                 | 姫王村                           | 大石村                     | 大石村                      | 大石村                       | 昭和30年3月31日 春江町       | 昭和30年3月31日 春江町       | 春江町                       | 春江町                      | 春江町                            | 春江町                             | 平成18年3月20日 坂井市         | 坂井市          |
| 定広村         | 定広村         | 定広村                 | 定広村                           | 大石村                     | 大石村                      | 大石村                       | 昭和30年3月31日 春江町       | 昭和30年3月31日 春江町       | 春江町                       | 春江町                      | 春江町                            | 春江町                             | 平成18年3月20日 坂井市         | 坂井市          |
| 西方寺村       | 西方寺村       | 西方寺村               | 明治17年 改称 木部西方寺村       | 大石村                     | 大石村                      | 大石村                       | 昭和30年3月31日 春江町       | 昭和30年3月31日 春江町       | 春江町                       | 春江町                      | 春江町                            | 春江町                             | 平成18年3月20日 坂井市         | 坂井市          |
| 辻村           | 辻村           | 辻村                   | 辻村                             | 大石村                     | 大石村                      | 大石村                       | 昭和30年3月31日 春江町       | 昭和30年3月31日 春江町       | 春江町                       | 春江町                      | 春江町                            | 春江町                             | 平成18年3月20日 坂井市         | 坂井市          |
| 堀越村         | 堀越村         | 堀越村                 | 堀越村                           | 大石村                     | 大石村                      | 大石村                       | 昭和30年3月31日 春江町       | 昭和30年3月31日 春江町       | 春江町                       | 春江町                      | 春江町                            | 春江町                             | 平成18年3月20日 坂井市         | 坂井市          |
| 下小森村       | 下小森村       | 下小森村               | 下小森村                         | 大石村                     | 大石村                      | 大石村                       | 昭和30年3月31日 春江町       | 昭和30年3月31日 春江町       | 春江町                       | 春江町                      | 春江町                            | 春江町                             | 平成18年3月20日 坂井市         | 坂井市          |
| 上小森村       | 上小森村       | 上小森村               | 上小森村                         | 大石村                     | 大石村                      | 大石村                       | 昭和30年3月31日 春江町       | 昭和30年3月31日 春江町       | 春江町                       | 春江町                      | 春江町                            | 春江町                             | 平成18年3月20日 坂井市         | 坂井市          |
| 大牧村         | 大牧村         | 大牧村                 | 大牧村                           | 大石村                     | 大石村                      | 大石村                       | 昭和30年3月31日 春江町       | 昭和30年3月31日 春江町       | 春江町                       | 春江町                      | 春江町                            | 春江町                             | 平成18年3月20日 坂井市         | 坂井市          |
| 井向村         | 井向村         | 井向村                 | 井向村                           | 大石村                     | 大石村                      | 大石村                       | 昭和30年3月31日 春江町       | 昭和30年3月31日 春江町       | 春江町                       | 春江町                      | 春江町                            | 春江町                             | 平成18年3月20日 坂井市         | 坂井市          |
| 西長田村       | 西長田村       | 西長田村               | 西長田村                         | 大石村                     | 大石村                      | 大石村                       | 昭和30年3月31日 春江町       | 昭和30年3月31日 春江町       | 春江町                       | 春江町                      | 春江町                            | 春江町                             | 平成18年3月20日 坂井市         | 坂井市          |
| 上兵庫村       | 上兵庫村       | 上兵庫村               | 上兵庫村                         | 兵庫村                     | 兵庫村                      | 兵庫村                       | 昭和30年3月31日 春江町       | 昭和30年3月31日 春江町       | 春江町                       | 春江町                      | 春江町                            | 春江町                             | 平成18年3月20日 坂井市         | 坂井市          |
| 下兵庫村       | 下兵庫村       | 下兵庫村               | 下兵庫村                         | 兵庫村                     | 兵庫村                      | 兵庫村                       | 昭和30年3月31日 春江町       | 昭和30年3月31日 春江町       | 春江町                       | 春江町                      | 春江町                            | 春江町                             | 平成18年3月20日 坂井市         | 坂井市          |
| 長屋村         | 長屋村         | 長屋村                 | 長屋村                           | 東十郷村                   | 東十郷村                    | 東十郷村                     | 昭和30年3月31日 坂井村       | 昭和30年3月31日 坂井村       | 坂井村                       | 坂井村                      | 坂井村                            | 昭和36年4月1日 町制 坂井町         | 平成18年3月20日 坂井市         | 坂井市          |
| 御油田村       | 御油田村       | 御油田村               | 御油田村                         | 東十郷村                   | 東十郷村                    | 東十郷村                     | 昭和30年3月31日 坂井村       | 昭和30年3月31日 坂井村       | 坂井村                       | 坂井村                      | 坂井村                            | 昭和36年4月1日 町制 坂井町         | 平成18年3月20日 坂井市         | 坂井市          |
| 河和田村       | 河和田村       | 河和田村               | 河和田村                         | 東十郷村                   | 東十郷村                    | 東十郷村                     | 昭和30年3月31日 坂井村       | 昭和30年3月31日 坂井村       | 坂井村                       | 坂井村                      | 坂井村                            | 昭和36年4月1日 町制 坂井町         | 平成18年3月20日 坂井市         | 坂井市          |
| 五本村         | 五本村         | 五本村                 | 五本村                           | 東十郷村                   | 東十郷村                    | 東十郷村                     | 昭和30年3月31日 坂井村       | 昭和30年3月31日 坂井村       | 坂井村                       | 坂井村                      | 坂井村                            | 昭和36年4月1日 町制 坂井町         | 平成18年3月20日 坂井市         | 坂井市          |
| 定旨村         | 定旨村         | 定旨村                 | 定旨村                           | 東十郷村                   | 東十郷村                    | 東十郷村                     | 昭和30年3月31日 坂井村       | 昭和30年3月31日 坂井村       | 坂井村                       | 坂井村                      | 坂井村                            | 昭和36年4月1日 町制 坂井町         | 平成18年3月20日 坂井市         | 坂井市          |
| 下新庄村       | 下新庄村       | 下新庄村               | 下新庄村                         | 東十郷村                   | 東十郷村                    | 東十郷村                     | 昭和30年3月31日 坂井村       | 昭和30年3月31日 坂井村       | 坂井村                       | 坂井村                      | 坂井村                            | 昭和36年4月1日 町制 坂井町         | 平成18年3月20日 坂井市         | 坂井市          |
| 長畑村         | 長畑村         | 長畑村                 | 長畑村                           | 東十郷村                   | 東十郷村                    | 東十郷村                     | 昭和30年3月31日 坂井村       | 昭和30年3月31日 坂井村       | 坂井村                       | 坂井村                      | 坂井村                            | 昭和36年4月1日 町制 坂井町         | 平成18年3月20日 坂井市         | 坂井市          |
| 上新庄村       | 上新庄村       | 上新庄村               | 上新庄村                         | 東十郷村                   | 東十郷村                    | 東十郷村                     | 昭和30年3月31日 坂井村       | 昭和30年3月31日 坂井村       | 坂井村                       | 坂井村                      | 坂井村                            | 昭和36年4月1日 町制 坂井町         | 平成18年3月20日 坂井市         | 坂井市          |
| 東長田村       | 東長田村       | 東長田村               | 東長田村                         | 東十郷村                   | 東十郷村                    | 東十郷村                     | 昭和30年3月31日 坂井村       | 昭和30年3月31日 坂井村       | 坂井村                       | 坂井村                      | 坂井村                            | 昭和36年4月1日 町制 坂井町         | 平成18年3月20日 坂井市         | 坂井市          |
| 徳分田村       | 徳分田村       | 徳分田村               | 徳分田村                         | 東十郷村                   | 東十郷村                    | 東十郷村                     | 昭和30年3月31日 坂井村       | 昭和30年3月31日 坂井村       | 坂井村                       | 坂井村                      | 坂井村                            | 昭和36年4月1日 町制 坂井町         | 平成18年3月20日 坂井市         | 坂井市          |
| 福島村         | 福島村         | 福島村                 | 福島村                           | 東十郷村                   | 東十郷村                    | 東十郷村                     | 昭和30年3月31日 坂井村       | 昭和30年3月31日 坂井村       | 坂井村                       | 坂井村                      | 坂井村                            | 昭和36年4月1日 町制 坂井町         | 平成18年3月20日 坂井市         | 坂井市          |
| 若宮村         | 若宮村         | 若宮村                 | 若宮村                           | 東十郷村                   | 東十郷村                    | 東十郷村                     | 昭和30年3月31日 坂井村       | 昭和30年3月31日 坂井村       | 坂井村                       | 坂井村                      | 坂井村                            | 昭和36年4月1日 町制 坂井町         | 平成18年3月20日 坂井市         | 坂井市          |
| 宮領村         | 宮領村         | 宮領村                 | 宮領村                           | 東十郷村                   | 東十郷村                    | 東十郷村                     | 昭和30年3月31日 坂井村       | 昭和30年3月31日 坂井村       | 坂井村                       | 坂井村                      | 坂井村                            | 昭和36年4月1日 町制 坂井町         | 平成18年3月20日 坂井市         | 坂井市          |
| 田島村         | 田島村         | 田島村                 | 田島村                           | 東十郷村                   | 東十郷村                    | 東十郷村                     | 昭和30年3月31日 坂井村       | 昭和30年3月31日 坂井村       | 坂井村                       | 坂井村                      | 坂井村                            | 昭和36年4月1日 町制 坂井町         | 平成18年3月20日 坂井市         | 坂井市          |
| 田島窪村       | 田島窪村       | 田島窪村               | 田島窪村                         | 東十郷村                   | 東十郷村                    | 東十郷村                     | 昭和30年3月31日 坂井村       | 昭和30年3月31日 坂井村       | 坂井村                       | 坂井村                      | 坂井村                            | 昭和36年4月1日 町制 坂井町         | 平成18年3月20日 坂井市         | 坂井市          |
| 蔵垣内村       | 蔵垣内村       | 蔵垣内村               | 蔵垣内村                         | 大関村                     | 大関村                      | 大関村                       | 昭和30年3月31日 坂井村       | 昭和30年3月31日 坂井村       | 坂井村                       | 坂井村                      | 坂井村                            | 昭和36年4月1日 町制 坂井町         | 平成18年3月20日 坂井市         | 坂井市          |
| 西村           | 西村           | 西村                   | 西村                             | 大関村                     | 大関村                      | 大関村                       | 昭和30年3月31日 坂井村       | 昭和30年3月31日 坂井村       | 坂井村                       | 坂井村                      | 坂井村                            | 昭和36年4月1日 町制 坂井町         | 平成18年3月20日 坂井市         | 坂井市          |
| 中野村         | 中野村         | 中野村                 | 明治17年 改称 東中野村           | 大関村                     | 大関村                      | 大関村                       | 昭和30年3月31日 坂井村       | 昭和30年3月31日 坂井村       | 坂井村                       | 坂井村                      | 坂井村                            | 昭和36年4月1日 町制 坂井町         | 平成18年3月20日 坂井市         | 坂井市          |
| 大味村         | 大味村         | 大味村                 | 大味村                           | 大関村                     | 大関村                      | 大関村                       | 昭和30年3月31日 坂井村       | 昭和30年3月31日 坂井村       | 坂井村                       | 坂井村                      | 坂井村                            | 昭和36年4月1日 町制 坂井町         | 平成18年3月20日 坂井市         | 坂井市          |
| 東村           | 東村           | 東村                   | 東村                             | 大関村                     | 大関村                      | 大関村                       | 昭和30年3月31日 坂井村       | 昭和30年3月31日 坂井村       | 坂井村                       | 坂井村                      | 坂井村                            | 昭和36年4月1日 町制 坂井町         | 平成18年3月20日 坂井市         | 坂井市          |
| 上関村         | 上関村         | 上関村                 | 上関村                           | 大関村                     | 大関村                      | 大関村                       | 昭和30年3月31日 坂井村       | 昭和30年3月31日 坂井村       | 坂井村                       | 坂井村                      | 坂井村                            | 昭和36年4月1日 町制 坂井町         | 平成18年3月20日 坂井市         | 坂井市          |
| 下関村         | 下関村         | 下関村                 | 下関村                           | 大関村                     | 大関村                      | 大関村                       | 昭和30年3月31日 坂井村       | 昭和30年3月31日 坂井村       | 坂井村                       | 坂井村                      | 坂井村                            | 昭和36年4月1日 町制 坂井町         | 平成18年3月20日 坂井市         | 坂井市          |
| 木部新保村     | 木部新保村     | 木部新保村             | 木部新保村                       | 木部村                     | 木部村                      | 木部村                       | 木部村                       | 木部村                       | 昭和31年9月30日 坂井村に編入 | 坂井村                      | 坂井村                            | 昭和36年4月1日 町制 坂井町         | 平成18年3月20日 坂井市         | 坂井市          |
| 島村           | 島村           | 島村                   | 島村                             | 木部村                     | 木部村                      | 木部村                       | 木部村                       | 木部村                       | 昭和31年9月30日 坂井村に編入 | 坂井村                      | 坂井村                            | 昭和36年4月1日 町制 坂井町         | 平成18年3月20日 坂井市         | 坂井市          |
| 清永村         | 清永村         | 清永村                 | 清永村                           | 木部村                     | 木部村                      | 木部村                       | 木部村                       | 木部村                       | 昭和31年9月30日 坂井村に編入 | 坂井村                      | 坂井村                            | 昭和36年4月1日 町制 坂井町         | 平成18年3月20日 坂井市         | 坂井市          |
| 折戸村         | 折戸村         | 折戸村                 | 折戸村                           | 木部村                     | 木部村                      | 木部村                       | 木部村                       | 木部村                       | 昭和31年9月30日 坂井村に編入 | 坂井村                      | 坂井村                            | 昭和36年4月1日 町制 坂井町         | 平成18年3月20日 坂井市         | 坂井市          |
| 池見村         | 池見村         | 池見村                 | 池見村                           | 木部村                     | 木部村                      | 木部村                       | 木部村                       | 木部村                       | 昭和31年9月30日 坂井村に編入 | 坂井村                      | 坂井村                            | 昭和36年4月1日 町制 坂井町         | 平成18年3月20日 坂井市         | 坂井市          |
| 東村           | 東村           | 明治初年 改称 木部東村 | 木部東村                         | 木部村                     | 木部村                      | 木部村                       | 木部村                       | 木部村                       | 昭和31年9月30日 坂井村に編入 | 坂井村                      | 坂井村                            | 昭和36年4月1日 町制 坂井町         | 平成18年3月20日 坂井市         | 坂井市          |
| 荒井村         | 荒井村         | 荒井村                 | 明治17年 改称 東荒井村           | 木部村                     | 木部村                      | 木部村                       | 木部村                       | 木部村                       | 昭和31年9月30日 坂井村に編入 | 坂井村                      | 坂井村                            | 昭和36年4月1日 町制 坂井町         | 平成18年3月20日 坂井市         | 坂井市          |
| 蛸村           | 蛸村           | 蛸村                   | 蛸村                             | 木部村                     | 木部村                      | 木部村                       | 木部村                       | 木部村                       | 昭和31年9月30日 坂井村に編入 | 坂井村                      | 坂井村                            | 昭和36年4月1日 町制 坂井町         | 平成18年3月20日 坂井市         | 坂井市          |
| 蛸渡村         | 蛸渡村         | 蛸渡村                 | 蛸渡村                           | 木部村                     | 木部村                      | 木部村                       | 木部村                       | 木部村                       | 昭和31年9月30日 坂井村に編入 | 坂井村                      | 坂井村                            | 昭和36年4月1日 町制 坂井町         | 平成18年3月20日 坂井市         | 坂井市          |
| 高柳村         | 高柳村         | 高柳村                 | 高柳村                           | 木部村                     | 木部村                      | 木部村                       | 木部村                       | 木部村                       | 昭和31年9月30日 坂井村に編入 | 坂井村                      | 坂井村                            | 昭和36年4月1日 町制 坂井町         | 平成18年3月20日 坂井市         | 坂井市          |
| 今井村         | 今井村         | 今井村                 | 今井村                           | 木部村                     | 木部村                      | 木部村                       | 木部村                       | 木部村                       | 昭和31年9月30日 坂井村に編入 | 坂井村                      | 坂井村                            | 昭和36年4月1日 町制 坂井町         | 平成18年3月20日 坂井市         | 坂井市          |
| 野中新村       | 野中新村       | 野中新村               | 野中新村                         | 木部村                     | 木部村                      | 木部村                       | 木部村                       | 木部村                       | 昭和31年9月30日 坂井村に編入 | 坂井村                      | 坂井村                            | 昭和36年4月1日 町制 坂井町         | 平成18年3月20日 坂井市         | 坂井市          |
| 野中村         | 野中村         | 野中村                 | 野中村                           | 木部村                     | 木部村                      | 木部村                       | 木部村                       | 木部村                       | 昭和31年9月30日 坂井村に編入 | 昭和32年1月1日 三国町に編入 | 三国町                            | 三国町                             | 平成18年3月20日 坂井市         | 坂井市          |
| 石丸村         | 石丸村         | 石丸村                 | 石丸村                           | 木部村                     | 木部村                      | 木部村                       | 木部村                       | 木部村                       | 昭和31年9月30日 坂井村に編入 | 昭和32年1月1日 三国町に編入 | 三国町                            | 三国町                             | 平成18年3月20日 坂井市         | 坂井市          |
| 川崎村         | 川崎村         | 川崎村                 | 川崎村                           | 木部村                     | 木部村                      | 木部村                       | 木部村                       | 木部村                       | 昭和31年9月30日 坂井村に編入 | 昭和32年1月1日 三国町に編入 | 三国町                            | 三国町                             | 平成18年3月20日 坂井市         | 坂井市          |
| 楽円村         | 楽円村         | 楽円村                 | 楽円村                           | 木部村                     | 木部村                      | 木部村                       | 木部村                       | 木部村                       | 昭和31年9月30日 坂井村に編入 | 昭和32年1月1日 三国町に編入 | 三国町                            | 三国町                             | 平成18年3月20日 坂井市         | 坂井市          |
| 油屋村         | 油屋村         | 油屋村                 | 油屋村                           | 木部村                     | 木部村                      | 木部村                       | 木部村                       | 木部村                       | 昭和31年9月30日 坂井村に編入 | 昭和32年1月1日 三国町に編入 | 三国町                            | 三国町                             | 平成18年3月20日 坂井市         | 坂井市          |
| 西野中村       | 西野中村       | 西野中村               | 西野中村                         | 浜四郷村                   | 浜四郷村                    | 浜四郷村                     | 浜四郷村                     | 浜四郷村                     | 浜四郷村                     | 昭和32年1月1日 三国町に編入 | 三国町                            | 三国町                             | 平成18年3月20日 坂井市         | 坂井市          |
| 山岸村         | 山岸村         | 山岸村                 | 山岸村                           | 浜四郷村                   | 浜四郷村                    | 浜四郷村                     | 浜四郷村                     | 浜四郷村                     | 浜四郷村                     | 昭和32年1月1日 三国町に編入 | 三国町                            | 三国町                             | 平成18年3月20日 坂井市         | 坂井市          |
| 下野村         | 下野村         | 下野村                 | 下野村                           | 浜四郷村                   | 浜四郷村                    | 浜四郷村                     | 浜四郷村                     | 浜四郷村                     | 浜四郷村                     | 昭和32年1月1日 三国町に編入 | 三国町                            | 三国町                             | 平成18年3月20日 坂井市         | 坂井市          |
| 黒目村         | 黒目村         | 黒目村                 | 黒目村                           | 浜四郷村                   | 浜四郷村                    | 浜四郷村                     | 浜四郷村                     | 浜四郷村                     | 浜四郷村                     | 昭和32年1月1日 三国町に編入 | 三国町                            | 三国町                             | 平成18年3月20日 坂井市         | 坂井市          |
| 沖野々村       | 沖野々村       | 沖野々村               | 沖野々村                         | 浜四郷村                   | 浜四郷村                    | 浜四郷村                     | 浜四郷村                     | 浜四郷村                     | 浜四郷村                     | 昭和32年1月1日 三国町に編入 | 三国町                            | 三国町                             | 平成18年3月20日 坂井市         | 坂井市          |
| 米納津村       | 米納津村       | 米納津村               | 米納津村                         | 浜四郷村                   | 浜四郷村                    | 浜四郷村                     | 浜四郷村                     | 浜四郷村                     | 浜四郷村                     | 昭和32年1月1日 三国町に編入 | 三国町                            | 三国町                             | 平成18年3月20日 坂井市         | 坂井市          |
| 横越村         | 横越村         | 横越村                 | 横越村                           | 浜四郷村                   | 浜四郷村                    | 浜四郷村                     | 浜四郷村                     | 浜四郷村                     | 浜四郷村                     | 昭和32年1月1日 三国町に編入 | 三国町                            | 三国町                             | 平成18年3月20日 坂井市         | 坂井市          |
| 砂子田村       | 砂子田村       | 砂子田村               | 砂子田村                         | 浜四郷村                   | 浜四郷村                    | 浜四郷村                     | 浜四郷村                     | 浜四郷村                     | 浜四郷村                     | 昭和32年1月1日 川西村に編入 | 昭和32年7月10日 町制 川西町       | 昭和42年3月17日 福井市に編入       | 福井市                         | 福井市          |
| 藤瀬村         | 藤瀬村         | 藤瀬村                 | 藤瀬村                           | 浜四郷村                   | 浜四郷村                    | 浜四郷村                     | 浜四郷村                     | 浜四郷村                     | 浜四郷村                     | 昭和32年1月1日 川西村に編入 | 昭和32年7月10日 町制 川西町       | 昭和42年3月17日 福井市に編入       | 福井市                         | 福井市          |
| 円納村         | 円納村         | 円納村                 | 円納村                           | 浜四郷村                   | 浜四郷村                    | 浜四郷村                     | 浜四郷村                     | 浜四郷村                     | 浜四郷村                     | 昭和32年1月1日 川西村に編入 | 昭和32年7月10日 町制 川西町       | 昭和42年3月17日 福井市に編入       | 福井市                         | 福井市          |
| 小尉村         | 小尉村         | 小尉村                 | 小尉村                           | 浜四郷村                   | 浜四郷村                    | 浜四郷村                     | 浜四郷村                     | 浜四郷村                     | 浜四郷村                     | 昭和32年1月1日 川西村に編入 | 昭和32年7月10日 町制 川西町       | 昭和42年3月17日 福井市に編入       | 福井市                         | 福井市          |
| 波寄村         | 波寄村         | 波寄村                 | 波寄村                           | 鶉村                       | 鶉村                        | 鶉村                         | 昭和30年3月31日 川西村       | 昭和30年3月31日 川西村       | 川西村                       | 川西村                      | 昭和32年7月10日 町制 川西町       | 昭和42年3月17日 福井市に編入       | 福井市                         | 福井市          |
| 水切村         | 水切村         | 水切村                 | 水切村                           | 鶉村                       | 鶉村                        | 鶉村                         | 昭和30年3月31日 川西村       | 昭和30年3月31日 川西村       | 川西村                       | 川西村                      | 昭和32年7月10日 町制 川西町       | 昭和42年3月17日 福井市に編入       | 福井市                         | 福井市          |
| 木下村         | 木下村         | 木下村                 | 木下村                           | 鶉村                       | 鶉村                        | 鶉村                         | 昭和30年3月31日 川西村       | 昭和30年3月31日 川西村       | 川西村                       | 川西村                      | 昭和32年7月10日 町制 川西町       | 昭和42年3月17日 福井市に編入       | 福井市                         | 福井市          |
| 小野村         | 小野村         | 小野村                 | 小野村                           | 鶉村                       | 鶉村                        | 鶉村                         | 昭和30年3月31日 川西村       | 昭和30年3月31日 川西村       | 川西村                       | 川西村                      | 昭和32年7月10日 町制 川西町       | 昭和42年3月17日 福井市に編入       | 福井市                         | 福井市          |
| 串野村         | 串野村         | 串野村                 | 串野村                           | 鶉村                       | 鶉村                        | 鶉村                         | 昭和30年3月31日 川西村       | 昭和30年3月31日 川西村       | 川西村                       | 川西村                      | 昭和32年7月10日 町制 川西町       | 昭和42年3月17日 福井市に編入       | 福井市                         | 福井市          |
| 佐野村         | 佐野村         | 佐野村                 | 佐野村                           | 鶉村                       | 鶉村                        | 鶉村                         | 昭和30年3月31日 川西村       | 昭和30年3月31日 川西村       | 川西村                       | 川西村                      | 昭和32年7月10日 町制 川西町       | 昭和42年3月17日 福井市に編入       | 福井市                         | 福井市          |
| 菖蒲谷村       | 菖蒲谷村       | 菖蒲谷村               | 菖蒲谷村                         | 鶉村                       | 鶉村                        | 鶉村                         | 昭和30年3月31日 川西村       | 昭和30年3月31日 川西村       | 川西村                       | 川西村                      | 昭和32年7月10日 町制 川西町       | 昭和42年3月17日 福井市に編入       | 福井市                         | 福井市          |
| 砂子坂村       | 砂子坂村       | 砂子坂村               | 砂子坂村                         | 鶉村                       | 鶉村                        | 鶉村                         | 昭和30年3月31日 川西村       | 昭和30年3月31日 川西村       | 川西村                       | 川西村                      | 昭和32年7月10日 町制 川西町       | 昭和42年3月17日 福井市に編入       | 福井市                         | 福井市          |
| 上野村         | 上野村         | 上野村                 | 上野村                           | 鶉村                       | 鶉村                        | 鶉村                         | 昭和30年3月31日 川西村       | 昭和30年3月31日 川西村       | 川西村                       | 川西村                      | 昭和32年7月10日 町制 川西町       | 昭和42年3月17日 福井市に編入       | 福井市                         | 福井市          |
| 浄土寺村       | 浄土寺村       | 浄土寺村               | 浄土寺村                         | 鶉村                       | 鶉村                        | 鶉村                         | 昭和30年3月31日 川西村       | 昭和30年3月31日 川西村       | 川西村                       | 川西村                      | 昭和32年7月10日 町制 川西町       | 昭和42年3月17日 福井市に編入       | 福井市                         | 福井市          |
| 布施田村       | 布施田村       | 布施田村               | 布施田村                         | 鶉村                       | 鶉村                        | 鶉村                         | 昭和30年3月31日 川西村       | 昭和30年3月31日 川西村       | 川西村                       | 川西村                      | 昭和32年7月10日 町制 川西町       | 昭和42年3月17日 福井市に編入       | 福井市                         | 福井市          |
| 中野村         | 中野村         | 中野村                 | 明治17年 改称 西中野村           | 鶉村                       | 鶉村                        | 鶉村                         | 昭和30年3月31日 川西村       | 昭和30年3月31日 川西村       | 川西村                       | 川西村                      | 昭和32年7月10日 町制 川西町       | 昭和42年3月17日 福井市に編入       | 福井市                         | 福井市          |
| 池尻村         | 池尻村         | 池尻村                 | 池尻村                           | 鶉村                       | 鶉村                        | 鶉村                         | 昭和30年3月31日 川西村       | 昭和30年3月31日 川西村       | 川西村                       | 川西村                      | 昭和32年7月10日 町制 川西町       | 昭和42年3月17日 福井市に編入       | 福井市                         | 福井市          |
| 黒丸村         | 黒丸村         | 黒丸村                 | 黒丸村                           | 鶉村                       | 鶉村                        | 鶉村                         | 昭和30年3月31日 川西村       | 昭和30年3月31日 川西村       | 川西村                       | 川西村                      | 昭和32年7月10日 町制 川西町       | 昭和42年3月17日 福井市に編入       | 福井市                         | 福井市          |
| 三宅村         | 三宅村         | 三宅村                 | 三宅村                           | 鶉村                       | 鶉村                        | 鶉村                         | 昭和30年3月31日 川西村       | 昭和30年3月31日 川西村       | 川西村                       | 川西村                      | 昭和32年7月10日 町制 川西町       | 昭和42年3月17日 福井市に編入       | 福井市                         | 福井市          |
| 大谷村         | 大谷村         | 大谷村                 | 大谷村                           | 本郷村                     | 本郷村                      | 本郷村                       | 昭和30年3月31日 川西村       | 昭和30年3月31日 川西村       | 川西村                       | 川西村                      | 昭和32年7月10日 町制 川西町       | 昭和42年3月17日 福井市に編入       | 福井市                         | 福井市          |
| 八幡村         | 八幡村         | 八幡村                 | 八幡村                           | 本郷村                     | 本郷村                      | 本郷村                       | 昭和30年3月31日 川西村       | 昭和30年3月31日 川西村       | 川西村                       | 川西村                      | 昭和32年7月10日 町制 川西町       | 昭和42年3月17日 福井市に編入       | 福井市                         | 福井市          |
| 灯豊村         | 灯豊村         | 灯豊村                 | 灯豊村                           | 本郷村                     | 本郷村                      | 本郷村                       | 昭和30年3月31日 川西村       | 昭和30年3月31日 川西村       | 川西村                       | 川西村                      | 昭和32年7月10日 町制 川西町       | 昭和42年3月17日 福井市に編入       | 福井市                         | 福井市          |
| 荒谷村         | 荒谷村         | 荒谷村                 | 荒谷村                           | 本郷村                     | 本郷村                      | 本郷村                       | 昭和30年3月31日 川西村       | 昭和30年3月31日 川西村       | 川西村                       | 川西村                      | 昭和32年7月10日 町制 川西町       | 昭和42年3月17日 福井市に編入       | 福井市                         | 福井市          |
| 大年村         | 大年村         | 大年村                 | 大年村                           | 本郷村                     | 本郷村                      | 本郷村                       | 昭和30年3月31日 川西村       | 昭和30年3月31日 川西村       | 川西村                       | 川西村                      | 昭和32年7月10日 町制 川西町       | 昭和42年3月17日 福井市に編入       | 福井市                         | 福井市          |
| 中村           | 中村           | 中村                   | 中村                             | 本郷村                     | 本郷村                      | 本郷村                       | 昭和30年3月31日 川西村       | 昭和30年3月31日 川西村       | 川西村                       | 川西村                      | 昭和32年7月10日 町制 川西町       | 昭和42年3月17日 福井市に編入       | 福井市                         | 福井市          |
| 一王寺村       | 一王寺村       | 一王寺村               | 一王寺村                         | 本郷村                     | 本郷村                      | 本郷村                       | 昭和30年3月31日 川西村       | 昭和30年3月31日 川西村       | 川西村                       | 川西村                      | 昭和32年7月10日 町制 川西町       | 昭和42年3月17日 福井市に編入       | 福井市                         | 福井市          |
| 木米村         | 木米村         | 木米村                 | 木米村                           | 本郷村                     | 本郷村                      | 本郷村                       | 昭和30年3月31日 川西村       | 昭和30年3月31日 川西村       | 川西村                       | 川西村                      | 昭和32年7月10日 町制 川西町       | 昭和42年3月17日 福井市に編入       | 福井市                         | 福井市          |
| 柿谷村         | 柿谷村         | 柿谷村                 | 柿谷村                           | 本郷村                     | 本郷村                      | 本郷村                       | 昭和30年3月31日 川西村       | 昭和30年3月31日 川西村       | 川西村                       | 川西村                      | 昭和32年7月10日 町制 川西町       | 昭和42年3月17日 福井市に編入       | 福井市                         | 福井市          |
| 中河内村       | 中河内村       | 中河内村               | 中河内村                         | 本郷村                     | 本郷村                      | 本郷村                       | 昭和30年3月31日 川西村       | 昭和30年3月31日 川西村       | 川西村                       | 川西村                      | 昭和32年7月10日 町制 川西町       | 昭和42年3月17日 福井市に編入       | 福井市                         | 福井市          |
| 荒井村         | 荒井村         | 荒井村                 | 明治17年 改称 西荒井村           | 本郷村                     | 本郷村                      | 本郷村                       | 昭和30年3月31日 川西村       | 昭和30年3月31日 川西村       | 川西村                       | 川西村                      | 昭和32年7月10日 町制 川西町       | 昭和42年3月17日 福井市に編入       | 福井市                         | 福井市          |
| 清水平村       | 清水平村       | 清水平村               | 清水平村                         | 本郷村                     | 本郷村                      | 本郷村                       | 昭和30年3月31日 川西村       | 昭和30年3月31日 川西村       | 川西村                       | 川西村                      | 昭和32年7月10日 町制 川西町       | 昭和42年3月17日 福井市に編入       | 福井市                         | 福井市          |
| 中平村         | 中平村         | 中平村                 | 中平村                           | 本郷村                     | 本郷村                      | 本郷村                       | 昭和30年3月31日 川西村       | 昭和30年3月31日 川西村       | 川西村                       | 川西村                      | 昭和32年7月10日 町制 川西町       | 昭和42年3月17日 福井市に編入       | 福井市                         | 福井市          |
| 奥平村         | 奥平村         | 奥平村                 | 奥平村                           | 本郷村                     | 本郷村                      | 本郷村                       | 昭和30年3月31日 川西村       | 昭和30年3月31日 川西村       | 川西村                       | 川西村                      | 昭和32年7月10日 町制 川西町       | 昭和42年3月17日 福井市に編入       | 福井市                         | 福井市          |
| 足谷村         | 足谷村         | 足谷村                 | 足谷村                           | 本郷村                     | 本郷村                      | 本郷村                       | 昭和30年3月31日 川西村       | 昭和30年3月31日 川西村       | 川西村                       | 川西村                      | 昭和32年7月10日 町制 川西町       | 昭和42年3月17日 福井市に編入       | 福井市                         | 福井市          |
| 河内村         | 河内村         | 河内村                 | 河内村                           | 本郷村                     | 本郷村                      | 本郷村                       | 昭和30年3月31日 川西村       | 昭和30年3月31日 川西村       | 川西村                       | 川西村                      | 昭和32年7月10日 町制 川西町       | 昭和42年3月17日 福井市に編入       | 福井市                         | 福井市          |
| 猫瀬村         | 猫瀬村         | 猫瀬村                 | 猫瀬村                           | 本郷村                     | 本郷村                      | 本郷村                       | 昭和30年3月31日 川西村       | 昭和30年3月31日 川西村       | 川西村                       | 川西村                      | 昭和32年7月10日 町制 川西町       | 昭和42年3月17日 福井市に編入       | 福井市                         | 福井市          |
| 東平村         | 東平村         | 東平村                 | 東平村                           | 本郷村                     | 本郷村                      | 本郷村                       | 昭和30年3月31日 川西村       | 昭和30年3月31日 川西村       | 川西村                       | 川西村                      | 昭和32年7月10日 町制 川西町       | 昭和42年3月17日 福井市に編入       | 福井市                         | 福井市          |
| 市瀬村         | 市瀬村         | 市瀬村                 | 市瀬村                           | 棗村                       | 棗村                        | 棗村                         | 昭和30年3月31日 川西村       | 昭和30年3月31日 川西村       | 川西村                       | 川西村                      | 昭和32年7月10日 町制 川西町       | 昭和42年3月17日 福井市に編入       | 福井市                         | 福井市          |
| 両橋屋村       | 両橋屋村       | 両橋屋村               | 両橋屋村                         | 棗村                       | 棗村                        | 棗村                         | 昭和30年3月31日 川西村       | 昭和30年3月31日 川西村       | 川西村                       | 川西村                      | 昭和32年7月10日 町制 川西町       | 昭和42年3月17日 福井市に編入       | 福井市                         | 福井市          |
| 川尻村         | 川尻村         | 川尻村                 | 川尻村                           | 棗村                       | 棗村                        | 棗村                         | 昭和30年3月31日 川西村       | 昭和30年3月31日 川西村       | 川西村                       | 川西村                      | 昭和32年7月10日 町制 川西町       | 昭和42年3月17日 福井市に編入       | 福井市                         | 福井市          |
| 浜別所村       | 浜別所村       | 浜別所村               | 浜別所村                         | 棗村                       | 棗村                        | 棗村                         | 昭和30年3月31日 川西村       | 昭和30年3月31日 川西村       | 川西村                       | 川西村                      | 昭和32年7月10日 町制 川西町       | 昭和42年3月17日 福井市に編入       | 福井市                         | 福井市          |
| 石橋村         | 石橋村         | 石橋村                 | 石橋村                           | 棗村                       | 棗村                        | 棗村                         | 昭和30年3月31日 川西村       | 昭和30年3月31日 川西村       | 川西村                       | 川西村                      | 昭和32年7月10日 町制 川西町       | 昭和42年3月17日 福井市に編入       | 福井市                         | 福井市          |
| 石新保村       | 石新保村       | 石新保村               | 石新保村                         | 棗村                       | 棗村                        | 棗村                         | 昭和30年3月31日 川西村       | 昭和30年3月31日 川西村       | 川西村                       | 川西村                      | 昭和32年7月10日 町制 川西町       | 昭和42年3月17日 福井市に編入       | 福井市                         | 福井市          |
| 浜島村         | 浜島村         | 浜島村                 | 浜島村                           | 棗村                       | 棗村                        | 棗村                         | 昭和30年3月31日 川西村       | 昭和30年3月31日 川西村       | 川西村                       | 川西村                      | 昭和32年7月10日 町制 川西町       | 昭和42年3月17日 福井市に編入       | 福井市                         | 福井市          |
| 白方村         | 白方村         | 白方村                 | 白方村                           | 棗村                       | 棗村                        | 棗村                         | 昭和30年3月31日 川西村       | 昭和30年3月31日 川西村       | 川西村                       | 川西村                      | 昭和32年7月10日 町制 川西町       | 昭和42年3月17日 福井市に編入       | 福井市                         | 福井市          |
| 小幡村         | 小幡村         | 小幡村                 | 小幡村                           | 棗村                       | 棗村                        | 棗村                         | 昭和30年3月31日 川西村       | 昭和30年3月31日 川西村       | 川西村                       | 川西村                      | 昭和32年7月10日 町制 川西町       | 昭和42年3月17日 福井市に編入       | 福井市                         | 福井市          |
| 深坂村         | 深坂村         | 深坂村                 | 深坂村                           | 棗村                       | 棗村                        | 棗村                         | 昭和30年3月31日 川西村       | 昭和30年3月31日 川西村       | 川西村                       | 川西村                      | 昭和32年7月10日 町制 川西町       | 昭和42年3月17日 福井市に編入       | 福井市                         | 福井市          |
| 中山村         | 中山村         | 中山村                 | 中山村                           | 棗村                       | 棗村                        | 棗村                         | 昭和30年3月31日 川西村       | 昭和30年3月31日 川西村       | 川西村                       | 川西村                      | 昭和32年7月10日 町制 川西町       | 昭和42年3月17日 福井市に編入       | 福井市                         | 福井市          |
| 為寄村         | 為寄村         | 為寄村                 | 為寄村                           | 棗村                       | 棗村                        | 棗村                         | 昭和30年3月31日 川西村       | 昭和30年3月31日 川西村       | 川西村                       | 川西村                      | 昭和32年7月10日 町制 川西町       | 昭和42年3月17日 福井市に編入       | 福井市                         | 福井市          |
| 石畠村         | 石畠村         | 石畠村                 | 石畠村                           | 棗村                       | 棗村                        | 棗村                         | 昭和30年3月31日 川西村       | 昭和30年3月31日 川西村       | 川西村                       | 川西村                      | 昭和32年7月10日 町制 川西町       | 昭和42年3月17日 福井市に編入       | 福井市                         | 福井市          |
| 領家村         | 領家村         | 領家村                 | 領家村                           | 棗村                       | 棗村                        | 棗村                         | 昭和30年3月31日 川西村       | 昭和30年3月31日 川西村       | 川西村                       | 川西村                      | 昭和32年7月10日 町制 川西町       | 昭和42年3月17日 福井市に編入       | 福井市                         | 福井市          |
| 田ノ頭村       | 田ノ頭村       | 田ノ頭村               | 田ノ頭村                         | 棗村                       | 棗村                        | 棗村                         | 昭和30年3月31日 川西村       | 昭和30年3月31日 川西村       | 川西村                       | 川西村                      | 昭和32年7月10日 町制 川西町       | 昭和42年3月17日 福井市に編入       | 福井市                         | 福井市          |
| 高須村         | 高須村         | 高須村                 | 高須村                           | 鷹巣村                     | 鷹巣村                      | 鷹巣村                       | 昭和30年3月31日 川西村       | 昭和30年3月31日 川西村       | 川西村                       | 川西村                      | 昭和32年7月10日 町制 川西町       | 昭和42年3月17日 福井市に編入       | 福井市                         | 福井市          |
|                |                | 明治5年頃 起立 宮郷村  | 宮郷村                           | 鷹巣村                     | 鷹巣村                      | 鷹巣村                       | 昭和30年3月31日 川西村       | 昭和30年3月31日 川西村       | 川西村                       | 川西村                      | 昭和32年7月10日 町制 川西町       | 昭和42年3月17日 福井市に編入       | 福井市                         | 福井市          |
| 西畑村         | 西畑村         | 西畑村                 | 西畑村                           | 鷹巣村                     | 鷹巣村                      | 鷹巣村                       | 昭和30年3月31日 川西村       | 昭和30年3月31日 川西村       | 川西村                       | 川西村                      | 昭和32年7月10日 町制 川西町       | 昭和42年3月17日 福井市に編入       | 福井市                         | 福井市          |
| 大窪村         | 大窪村         | 大窪村                 | 大窪村                           | 鷹巣村                     | 鷹巣村                      | 鷹巣村                       | 昭和30年3月31日 川西村       | 昭和30年3月31日 川西村       | 川西村                       | 川西村                      | 昭和32年7月10日 町制 川西町       | 昭和42年3月17日 福井市に編入       | 福井市                         | 福井市          |
| 二ツ屋村       | 二ツ屋村       | 二ツ屋村               | 明治17年 改称 西二ツ屋村         | 鷹巣村                     | 鷹巣村                      | 鷹巣村                       | 昭和30年3月31日 川西村       | 昭和30年3月31日 川西村       | 川西村                       | 川西村                      | 昭和32年7月10日 町制 川西町       | 昭和42年3月17日 福井市に編入       | 福井市                         | 福井市          |
| 免鳥村         | 免鳥村         | 免鳥村                 | 免鳥村                           | 鷹巣村                     | 鷹巣村                      | 鷹巣村                       | 昭和30年3月31日 川西村       | 昭和30年3月31日 川西村       | 川西村                       | 川西村                      | 昭和32年7月10日 町制 川西町       | 昭和42年3月17日 福井市に編入       | 福井市                         | 福井市          |
| 浜住村         | 浜住村         | 浜住村                 | 浜住村                           | 鷹巣村                     | 鷹巣村                      | 鷹巣村                       | 昭和30年3月31日 川西村       | 昭和30年3月31日 川西村       | 川西村                       | 川西村                      | 昭和32年7月10日 町制 川西町       | 昭和42年3月17日 福井市に編入       | 福井市                         | 福井市          |
| 和布浦         | 和布浦         | 和布浦                 | 和布浦                           | 鷹巣村                     | 鷹巣村                      | 鷹巣村                       | 昭和30年3月31日 川西村       | 昭和30年3月31日 川西村       | 川西村                       | 川西村                      | 昭和32年7月10日 町制 川西町       | 昭和42年3月17日 福井市に編入       | 福井市                         | 福井市          |
| 蓑浦           | 蓑浦           | 蓑浦                   | 蓑浦                             | 鷹巣村                     | 鷹巣村                      | 鷹巣村                       | 昭和30年3月31日 川西村       | 昭和30年3月31日 川西村       | 川西村                       | 川西村                      | 昭和32年7月10日 町制 川西町       | 昭和42年3月17日 福井市に編入       | 福井市                         | 福井市          |
| 糸崎浦         | 糸崎浦         | 糸崎浦                 | 糸崎浦                           | 鷹巣村                     | 鷹巣村                      | 鷹巣村                       | 昭和30年3月31日 川西村       | 昭和30年3月31日 川西村       | 川西村                       | 川西村                      | 昭和32年7月10日 町制 川西町       | 昭和42年3月17日 福井市に編入       | 福井市                         | 福井市          |
| 松蔭浦         | 松蔭浦         | 松蔭浦                 | 松蔭浦                           | 鷹巣村                     | 鷹巣村                      | 鷹巣村                       | 昭和30年3月31日 川西村       | 昭和30年3月31日 川西村       | 川西村                       | 川西村                      | 昭和32年7月10日 町制 川西町       | 昭和42年3月17日 福井市に編入       | 福井市                         | 福井市          |
| 長橋浦         | 長橋浦         | 長橋浦                 | 長橋浦                           | 鷹巣村                     | 鷹巣村                      | 鷹巣村                       | 昭和30年3月31日 川西村       | 昭和30年3月31日 川西村       | 川西村                       | 川西村                      | 昭和32年7月10日 町制 川西町       | 昭和42年3月17日 福井市に編入       | 福井市                         | 福井市          |
| 北菅生浦       | 北菅生浦       | 北菅生浦               | 北菅生浦                         | 鷹巣村                     | 鷹巣村                      | 鷹巣村                       | 昭和30年3月31日 川西村       | 昭和30年3月31日 川西村       | 川西村                       | 川西村                      | 昭和32年7月10日 町制 川西町       | 昭和42年3月17日 福井市に編入       | 福井市                         | 福井市          |
| 丹生郡南菅生浦 | 丹生郡南菅生浦 | 丹生郡南菅生浦         | 丹生郡南菅生浦                   | 鷹巣村                     | 鷹巣村                      | 鷹巣村                       | 昭和30年3月31日 川西村       | 昭和30年3月31日 川西村       | 川西村                       | 川西村                      | 昭和32年7月10日 町制 川西町       | 昭和42年3月17日 福井市に編入       | 福井市                         | 福井市          |
| 島山梨子村     | 島山梨子村     | 島山梨子村             | 島山梨子村                       | 大安寺村                   | 大安寺村                    | 大安寺村                     | 大安寺村                     | 大安寺村                     | 大安寺村                     | 昭和32年4月1日 川西村に編入 | 昭和32年7月10日 町制 川西町       | 昭和42年3月17日 福井市に編入       | 福井市                         | 福井市          |
| 内山梨子村     | 内山梨子村     | 内山梨子村             | 内山梨子村                       | 大安寺村                   | 大安寺村                    | 大安寺村                     | 大安寺村                     | 大安寺村                     | 大安寺村                     | 昭和32年4月1日 川西村に編入 | 昭和32年7月10日 町制 川西町       | 昭和42年3月17日 福井市に編入       | 福井市                         | 福井市          |
| 仙村           | 仙村           | 仙村                   | 仙村                             | 大安寺村                   | 大安寺村                    | 大安寺村                     | 大安寺村                     | 大安寺村                     | 大安寺村                     | 昭和32年4月1日 川西村に編入 | 昭和32年7月10日 町制 川西町       | 昭和42年3月17日 福井市に編入       | 福井市                         | 福井市          |
| 御所垣内村     | 御所垣内村     | 御所垣内村             | 御所垣内村                       | 大安寺村                   | 大安寺村                    | 大安寺村                     | 大安寺村                     | 大安寺村                     | 大安寺村                     | 昭和32年4月1日 川西村に編入 | 昭和32年7月10日 町制 川西町       | 昭和42年3月17日 福井市に編入       | 福井市                         | 福井市          |
| 江上村         | 江上村         | 江上村                 | 江上村                           | 大安寺村                   | 大安寺村                    | 大安寺村                     | 大安寺村                     | 大安寺村                     | 大安寺村                     | 昭和32年4月1日 川西村に編入 | 昭和32年7月10日 町制 川西町       | 昭和42年3月17日 福井市に編入       | 福井市                         | 福井市          |
| 剣大谷村       | 剣大谷村       | 剣大谷村               | 剣大谷村                         | 大安寺村                   | 大安寺村                    | 大安寺村                     | 大安寺村                     | 大安寺村                     | 大安寺村                     | 昭和32年4月1日 川西村に編入 | 昭和32年7月10日 町制 川西町       | 昭和42年3月17日 福井市に編入       | 福井市                         | 福井市          |
| 天菅生村       | 天菅生村       | 天菅生村               | 天菅生村                         | 大安寺村                   | 大安寺村                    | 大安寺村                     | 大安寺村                     | 大安寺村                     | 大安寺村                     | 昭和32年4月1日 福井市に編入 | 福井市                            | 福井市                             | 福井市                         | 福井市          |
| 岸水村         | 岸水村         | 岸水村                 | 岸水村                           | 大安寺村                   | 大安寺村                    | 大安寺村                     | 大安寺村                     | 大安寺村                     | 大安寺村                     | 昭和32年4月1日 福井市に編入 | 福井市                            | 福井市                             | 福井市                         | 福井市          |
| 四十谷村       | 四十谷村       | 四十谷村               | 四十谷村                         | 大安寺村                   | 大安寺村                    | 大安寺村                     | 大安寺村                     | 大安寺村                     | 大安寺村                     | 昭和32年4月1日 福井市に編入 | 福井市                            | 福井市                             | 福井市                         | 福井市          |
| 田ノ谷村       | 田ノ谷村       | 田ノ谷村               | 田ノ谷村                         | 大安寺村                   | 大安寺村                    | 大安寺村                     | 大安寺村                     | 大安寺村                     | 大安寺村                     | 昭和32年4月1日 福井市に編入 | 福井市                            | 福井市                             | 福井市                         | 福井市          |
| 北楢原村       | 北楢原村       | 北楢原村               | 北楢原村                         | 大安寺村                   | 大安寺村                    | 大安寺村                     | 大安寺村                     | 大安寺村                     | 大安寺村                     | 昭和32年4月1日 福井市に編入 | 福井市                            | 福井市                             | 福井市                         | 福井市          |
| 南楢原村       | 南楢原村       | 南楢原村               | 南楢原村                         | 大安寺村                   | 大安寺村                    | 大安寺村                     | 大安寺村                     | 大安寺村                     | 大安寺村                     | 昭和32年4月1日 福井市に編入 | 福井市                            | 福井市                             | 福井市                         | 福井市          |

## 平成の大合併
各町とも人口は1万人（坂井町以外は2万人）を超えて、丸岡町は人口3万人を超えて福井県の町では人口が最も多かった。いわゆる平成の大合併では、「坂井郡一市」か頓挫した後、北部（三国・芦原・金津）と南部（坂井・春江・丸岡）でそれぞれ検討されたが、法定合併協議会の設置には至らず、結果的に芦原・金津と、坂井・春江の枠組みとなった。
残る三国・丸岡は相互に隣接していないため、単独町政になるものと見られたが、2004年3月に芦原・金津の合併であわら市が成立したのとは対照的に、坂井・春江は法定合併協議が破談になったことから、三国町長から提案のあった四町合併に合意し、坂井市が発足した。

## 行政
石川県坂井郡長
| 代 | 氏名 | 就任年月日                 | 退任年月日               | 備考         |
| -- | ---- | -------------------------- | ------------------------ | ------------ |
| 1  |      | 明治11年（1878年）12月17日 |                          |              |
|    |      |                            | 明治14年（1881年）2月6日 | 福井県に移管 |

福井県坂井郡長
| 代 | 氏名 | 就任年月日               | 退任年月日                | 備考                   |
| -- | ---- | ------------------------ | ------------------------- | ---------------------- |
| 1  |      | 明治14年（1881年）2月7日 |                           |                        |
|    |      |                          | 大正15年（1926年）6月30日 | 郡役所廃止により、廃官 |